# Rembrandt
Rembrandt, celým jménem Rembrandt Harmenszoon van Rijn [Haarmenszón fan Rejn] (15. července 1606 Leiden – 4. října 1669 Amsterdam), byl nizozemský malíř, kreslíř, grafik a rytec. Je považován za jednoho z nejlepších malířů a grafiků západního umění. Doba jeho tvorby spadá do tzv. nizozemského zlatého věku, (nizozemsky Gouden Eeuw), období rozkvětu nizozemské společnosti a její kultury v 17. století. Slavným se stal již za svého života a záhy byl považován za největšího nizozemského malíře. Rembrandt ve svém díle prokazuje výjimečnou znalost klasické ikonografie, technicky mistrné zvládnutí šerosvitu a figurální malby. Jeho dílo zahrnuje portréty, zejména autoportréty, a také holandské krajiny a obrazy s mytologickými či biblickými tématy. Své obrazy podepisoval RH, později RHL (Rembrandt Harmenszoon z Leidenu). První obraz, který podepsal jménem Rembrandt, byla Hodina anatomie doktora Tulpa (1632).

## Život

### Dětství
Rembrandt Harmenszoon van Rijn se narodil jako nejmladší z devíti dětí 15. července 1606 v nizozemském Leidenu. Jeho otec byl mlynář a matka dcera pekaře. Narodil se na svou dobu do poměrně dobře zaopatřené rodiny. Otci patřila část městského mlýna, zanechal po sobě určité jmění. Nejmladší Rembrandt byl ze synů jediný, kterého dala rodina studovat. Chodil do latinské školy, protože rodiče z něj chtěli mít pastora.

### Umělecké začátky
V patnácti letech vstoupil do učení k místnímu malíři, jenž absolvoval cestu za poznáním do Itálie, Jacobu Isaacszoonu van Swanenburghovi. Tento první mistr učil mladého Rembrandta po tři roky základům malířského řemesla. Ve svých osmnácti letech v roce 1624 se rozhodl, že se půjde dále učit do Amsterdamu k mistru Pieteru Lastmanovi, ten se specializoval na malování portrétů a biblických témat na velkých formátech obrazů. Ve svých prvních obrazech ještě Rembrandt stupňoval mistrovu malířskou techniku. V této době nejraději maloval obrazy s biblickou tematikou.

### Hledání sebe samého

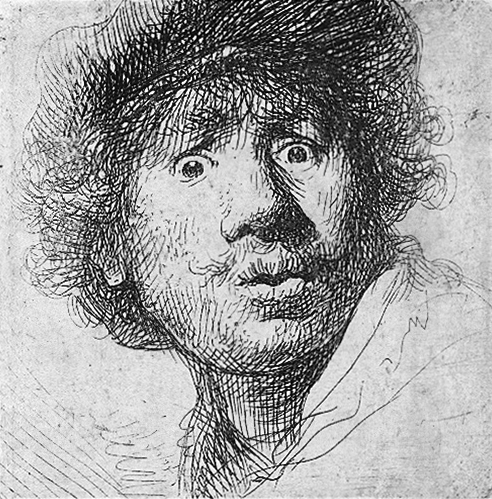
Rembrandtův raný autoportrét – suchá jehla

Když se Rembrandt rozhodl odejít z učení u Pietra Lastmana, jeho kroky vedly zpět do rodného Leidenu. Tam si zařídil, spolu se svým vrstevníkem Janem Lievensem a brzy ještě s mladším Gerritem Douem, ateliér.  Traduje se, že si přátelé chodívali vybírat do starobince modely pro svou uměleckou činnost. Faktem je, že devatenáctiletý Rembrandt byl fascinován stářím. Maloval starce zabrané do knihy, staré Židy modlící se v synagogách, protože dospěl k závěru, že s ubývajícími tělesnými silami se prohlubuje duševní život. V jeho leidenském ateliéru se odehrávalo drama Mladíka a smrt. Zvláštního jinocha, který budil senzaci, začali brzy vyhledávat zvědavci. Mladí obdivovatelé si pořizovali grafické reprodukce jeho prvních obrazů. Rozšířili po celém Nizozemí jeho vlastní podobiznu, na níž se zobrazil jako mladý muž plný vzdoru. Už v mládí začal pátrat ve své vlastní tváři. Zobrazil sám sebe na pěti desítkách obrazech, ať už jako ztroskotance, vznešeného pána nebo účastníka křížové výpravy. Slavný návštěvník jeho dílny, Constantij Huygens, se ptal Rembrandta, proč nejde do Itálie studovat pravé mistry. Odpověděl, že je mnoho italských obrazů v Holandsku, a není nutno za nimi jezdit do Itálie. Neměl zapotřebí žádného cizího umění a říkal, že styl přijde nečekaně sám od sebe. Rembrandt maloval bez zábran. Střídal lazury a pasty. Násadou štětce vyškrabával barevné nánosy. Každý jeho obraz je čirá improvizace, do které vtělil část svého já. Od svého amsterdamského učitele Pietra Lastmana převzal pouze rekvizity, jinak malířův styl zcela zapomněl. Také v grafice si počínal zcela svobodně, neboť se jí učil sám. Rembrandt hledal svůj výraz, až nakonec sám našel způsob, jak se stát prvotřídním umělcem.

### V Amsterdamu u rodiny Uylenburchů

Rembrandt – Hodina anatomie doktora Tulpa (1632)

Po šesti letech, v Rembrandtových pětadvaceti letech, se skupina přátel rozpadla. Gerrit Dou zůstal v Leidenu a Lievens odešel do ciziny. Rembrandta objevil amsterdamský obchodník. Umělcův život pokračoval v zcela jiné dimenzi. Rembrandtův otec, mlynář Harmen, zemřel a jeho syn odešel z Leidenu do Amsterdamu a usadil se v zámožné rodině obchodníka s obrazy Hendricka van Uylenburcha. V souladu s jeho přáním založil malířskou dílnu, kde učil své žáky výtvarnému umění. Z finančního hlediska se měl u Uylenburchů velmi dobře. Pomáhal obchodníkovi v prodeji, naučil se obrazy kupovat s jeho jménem a brzy také sám pro sebe. Začal si také zřizovat sbírku starých kreseb. Uylenburch měl výborné styky a mladého Leydeňana předcházela samá chvála. Není divu, že v jednom roce vytvořil kolem dvaceti podobizen. Měl velký úspěch. Smělý mladík přišel na to, že může malovat oficiální portréty, a začal si budovat kariéru. Přestal lidi odstrašovat, ale působit jim potěšení. Stal se pravým umělcem a podával důkazy o svých schopnostech. Prvním důkazem byla zakázka, kterou mu zadal v ctižádostivý lékař, který se chystal na politickou dráhu, Nicolaes Tulp. Rembrandt ho mistrně zobrazil, jak přednáší anatomii a pitvá zločince, sňatého ze šibenice. Toto mistrovské dílo vzniklé v roce 1632 viselo dlouho v místnosti cechu chirurgů a dnes je v Mauritshuisu v Haagu. Ještě větší byla zakázka Frederika Hendrika. Objednal si cyklus obrazů na námět Pašijí, Rembrandt na tomto díle pracoval třináct let až do roku 1646.

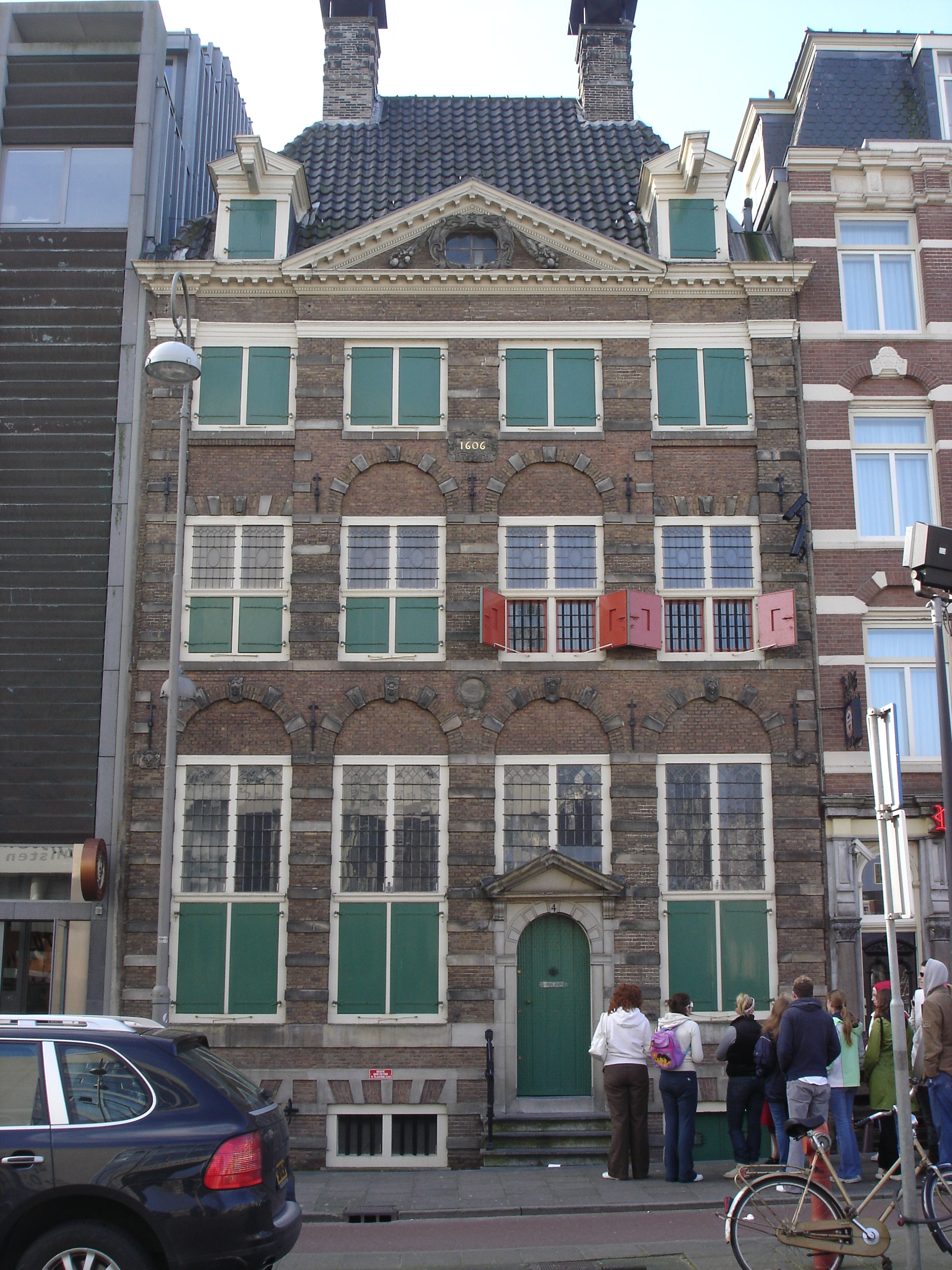
Rembrandtův dům v židovské ulici Jodenbreestraat v Amsterdamu

### Manželka Saskie

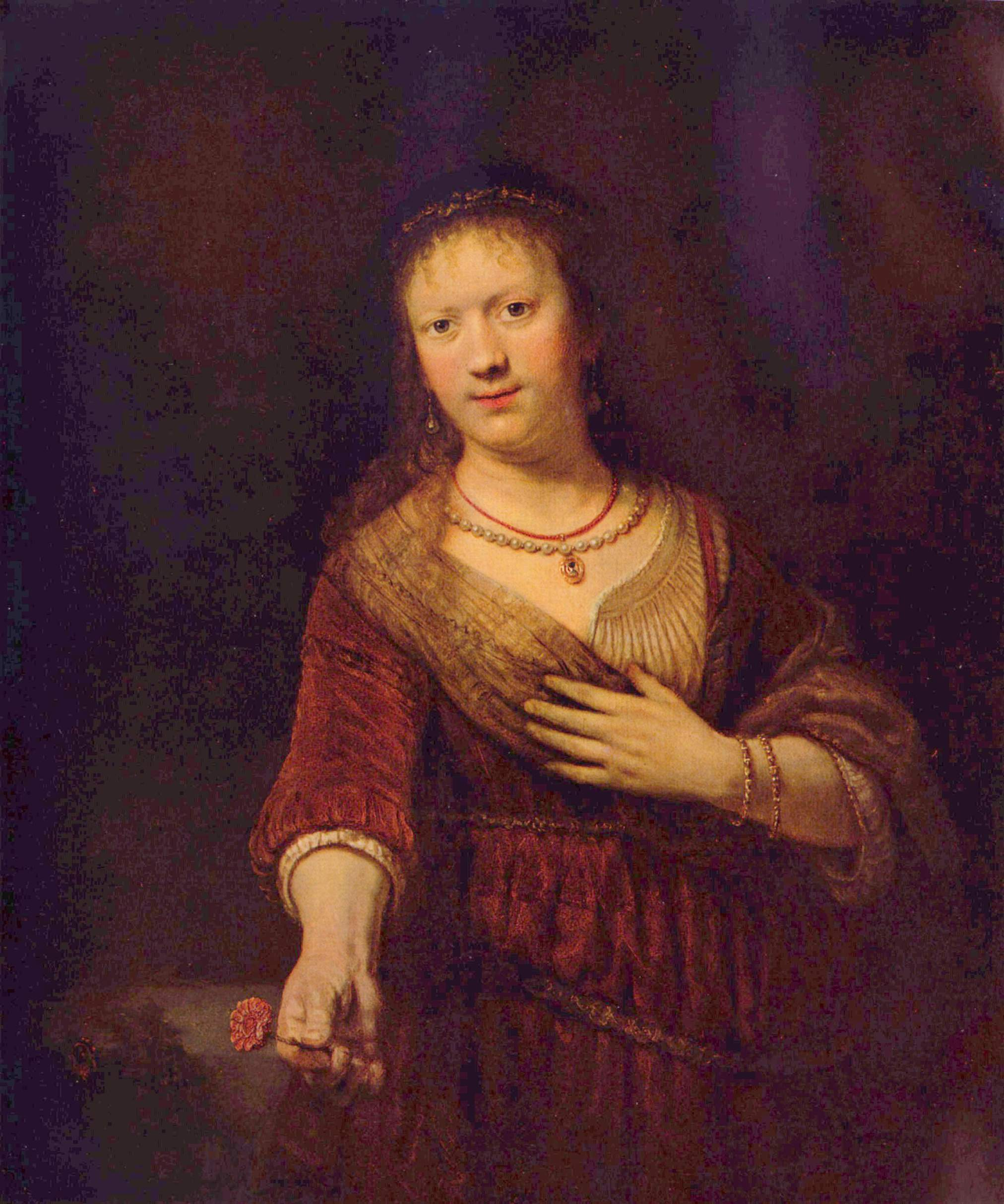
Rembrandt – Portrét Saskie

Rembrandt navázal v rodině Uylenburchů novou známost s mladou Saskií van Uylenburghovou a vzal si ji za manželku. Byla to osiřelá, velmi bohatá obchodníkova neteř. Mladá žena ho zavedla na cestu společenského života. Rembrandt se Saskií pracovali ve shodě na malířově společenském vzestupu a postavili se proti příbuzným, kteří ho žalovali, že promrhal Saskiino věno, a obviňovali ho, že nežije jako malíř, ale jako by se narodil mezi boháči. Manželský pár, veden oboustrannou touhou po úspěšném životě, si v roce 1639 koupil v blízkosti domu obchodníka van Uylenburcha velký dům, jaký tenkrát malíři nemívali, v Židovské ulici Jodenbreestraat. Tam Rembrandt pracoval a přijímal návštěvy, svou dílnu přenechal svým žákům.

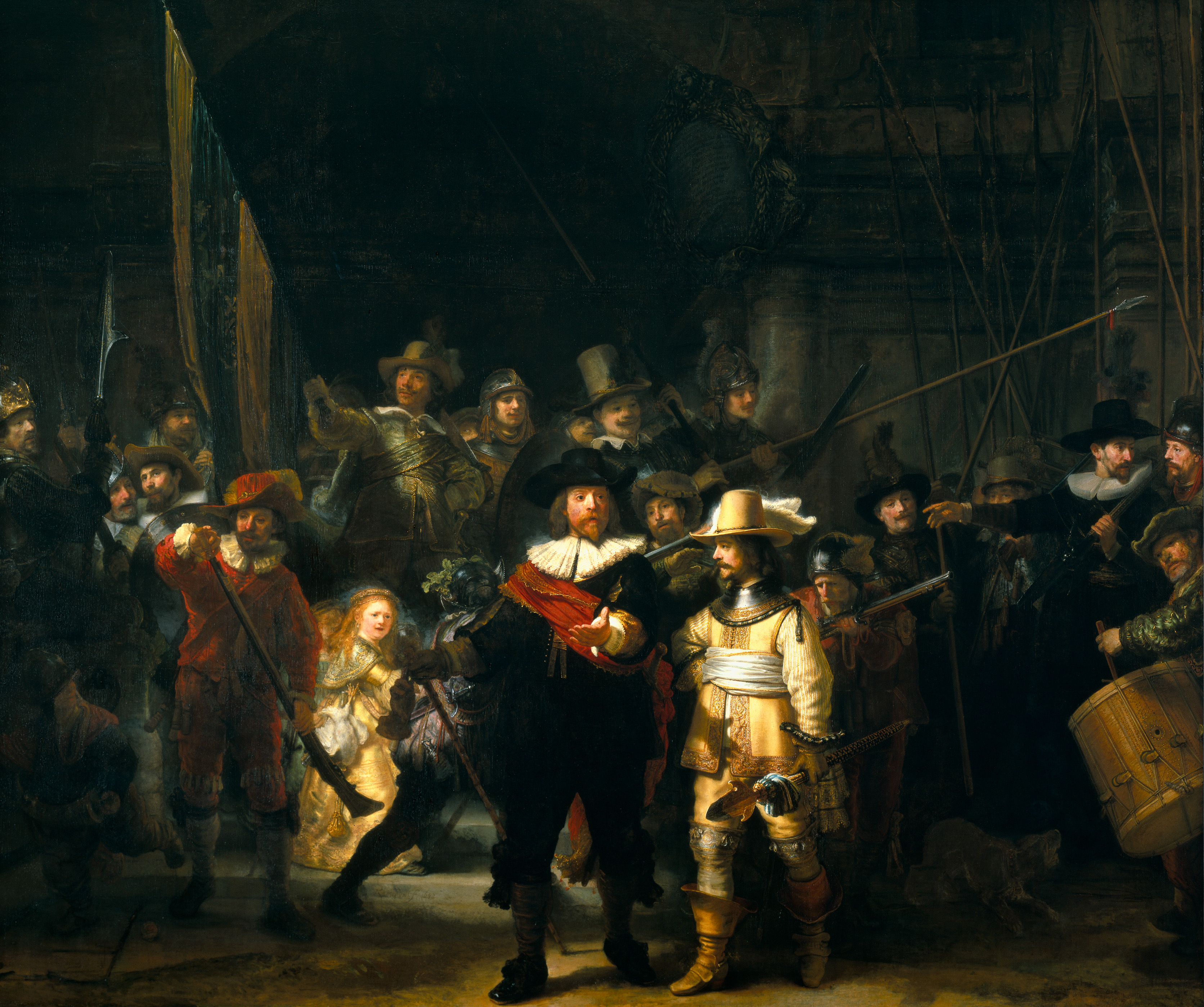
Rembrandt – Noční hlídka

### Slavný malíř
V této době byl třiatřicetiletý Rembrandt na vrcholu své slávy. Žil ve velkém domě v Židovské čtvrti mezi nejbohatšími lidmi, stýkal se s významnými filozofy a učenci židovského prostředí. Maloval obrazy pro bohaté židovské obchodníky a pro prvního muže Republiky spojených nizozemských provincií, místodržitele, a prokazoval nezávislost, jakou si mohly dovolit nejvýznamnější osobnosti té doby. A tou Rembrandt bezesporu byl. Vytvořil známý obraz Danae. Získal mistrné dovednosti, dovedl využít jas a kontrast a soupeřil se všemi nejlepšími umělci své doby. Jeho dílna fungovala, prošlo jí mnoho pozdějších významných umělců. Jeho úspěšná malířská škola dostávala mnoho zakázek. Není divu, že Rembrandt dostal zakázku na vytvoření Alegorie svornosti (Svornost země). Záhy nato se na něj obrátila gilda arkebuzníků se žádostí o velký skupinový portrét jejich střeleckého útvaru. Obrovské plátno z roku 1642 je v dějinách umění známo pod názvem Noční hlídka. V tomto svém nejvýznamnějším díle mistrně využil jasu, kontrastu a pohybu, jimiž stupňuje dramatičnost obrazu. Rembrandt nenamaloval obvyklou uspořádanou skupinovou podobu vojáků, ale vylíčil událost z jejich života plnou vzruchu a napětí.

### Počátek úpadku
Během práce na tomto portrétu zemřela v roce 1642 manželka Saskie, oslabena častými porody, při kterých se narodily již mrtvé děti. Naživu z jejich dětí zůstal pouze syn Titus, narozený v roce 1641. Osm let manželského života bylo pryč. K malému Titovi najal chůvu Geertje Dircksovou, která u něho setrvala asi sedm let. Jejich vztah skončil soudními spory o Saskiiny šperky. Dircksová žalovala Rembrandta pro nedodržení manželského slibu a Rembrandt zase Dircksovou pro špatné chování. Nakonec dostal významný Rembrandt bezvýznamnou ženu do vězení. V době soudního procesu navázal poměr s mladou Hendrickji Stoffelsovou, který trval až do její smrti v roce 1662. Saskiina smrt v něm cosi zlomila, umělec uvolnil řetěz, který ho spojoval se Saskií a vydal se na novou cestu. Rembrandt změnil svou orientaci, usiloval o větší zvnitřnění v jeho tvorbě. Maloval rád temné holandské krajiny, ve kterých používal mistrné vystižení světla a stínu. Rembrandt se stále více sžíval se svým uměním, grafickým listům dával více podob. V roce 1649 se Rembrandt odvážil žádat za jeden grafický list 100 zlatých, to byla cena za malované portréty. Dal tím najevo, nakolik si svého umění cení. Byl považován za nejlepšího malíře současnosti.

### Finanční obtíže

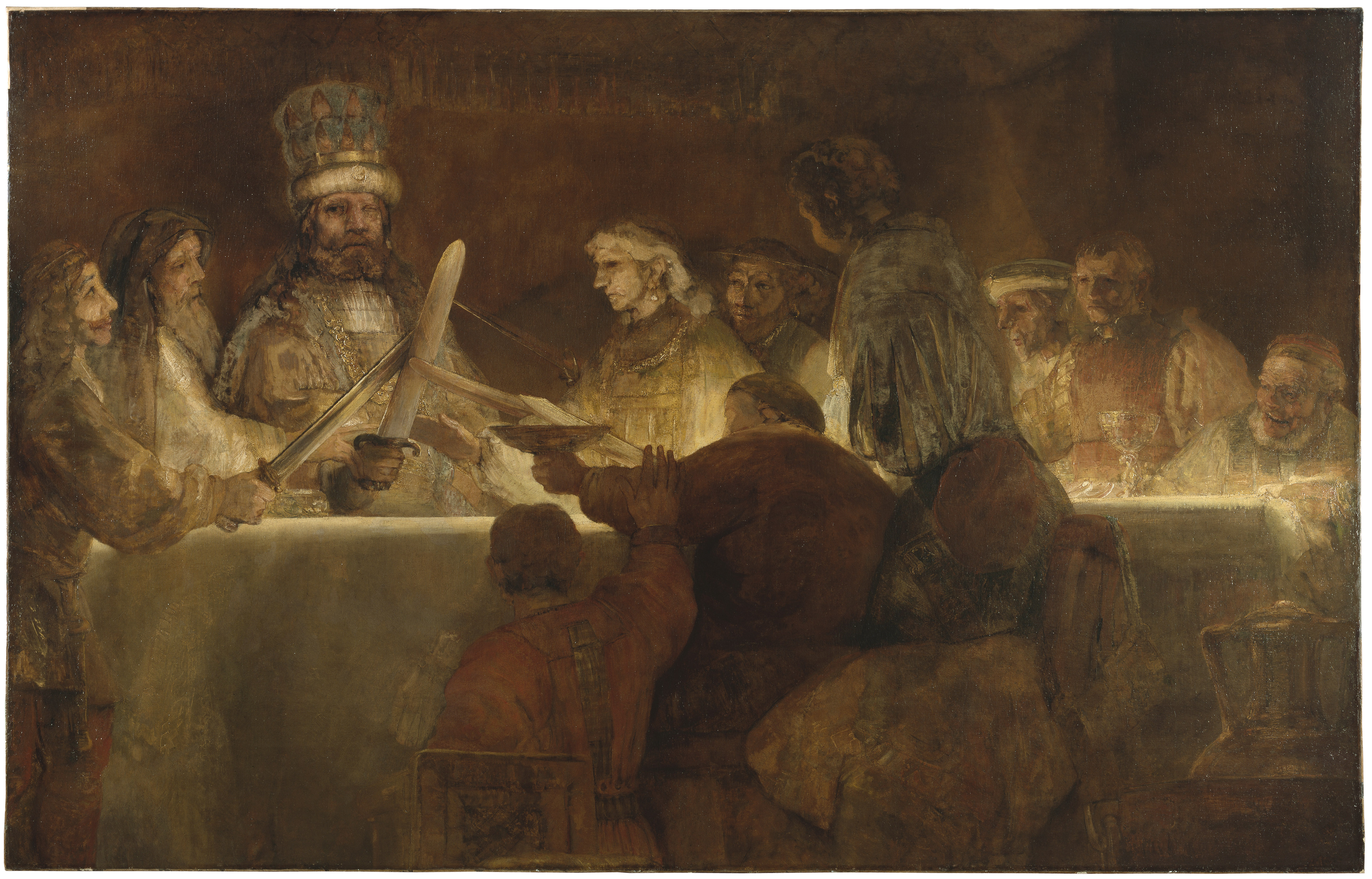
Rembrandt – Přísaha Claudia Civila

Rembrandt Harmenszoon van Rijn již neměl žádného bohatého mecenáše, který by od něj kupoval obrazy. Rembrandt stále dostával významné zakázky, například Hodinu anatomie (1656), Představenstvo soukenického cechu (1662) či Přísahu Claudia Civila (1662). Těšil se mezinárodní pověsti jako žádný jiný holandský malíř, avšak doma v Holandsku dostával Rembrandt zakázky řidčeji. Nedařilo se mu také udržovat ceny svých děl na tak velké úrovni a dokonce při aukcích skupoval za přemrštěné ceny vlastní díla. Rembrandtův životní úděl se naplňoval. Jakmile umělec zavrhl velkou kariéru, kterou zahájil po boku manželky Saskie, a začal se zaměřovat na méně okázalou tvorbu, štěstěna se od něj odvrátila. Příchod finanční krize, která zničila okruh Rembrandtových věřitelů, znamenala umělcův bankrot. Roku 1657 musel umělec prodat sbírky obrazů, kreseb a rytin a v následujícím roce i svůj dosud nesplacený dům. V roce 1660 opustil svůj dům v Židovské čtvrti a přestěhoval se do jiné čtvrti a byl nucen obývat menší dům.

### Závěr života
Přibývající léta Rembrandtovu tvorbu výrazně obohatila, byl po boku Geertje a Hendrickje bezesporu geniálnější než v době, kdy měl za manželku Saskii. O závěru jeho života koluje mnoho teorií, ale nejpravděpodobnější je ta, která vypráví o umělcově bídě, a nevděčnosti Holanďanů k jejich největšímu malíři. Rembrandt zestárl jako zchudlý, ale s určitým stálým majetkem, vážený muž, který měl stálý okruh svých přívrženců. Po své smrti v roce 1669 je doceňován jako geniální mistr holandského malířství.

## Umělecká technika
Nizozemský malíř vnesl do své umělecké činnosti prvky „šerosvitu“ neboli „temnosvitu“. Rembrandt Harmenszoon van Rijn určitě nebyl prvním malířem, který do svých děl vložil prvky šerosvitu. Už před necelým stoletím (od Caravaggia) začali umělci tento způsob malby používat, ale Rembrandt dal šerosvitu zcela novou, živou, podobu. Ve velkých dramatických kompozicích střídal malíř osvětlená a zastíněná místa. Řídil se pravidlem přímočarého šíření světla. Během posledních patnácti let svého života malíř vystřídal mnoho různých pohledů na světlo.
Pro efekt používal impasto a v něm plumbonakrit, hydrocerusit (olovnatá běloba) a cerusit.

## Dílo
Rembrandt Harmenszoon van Rijn za celý svůj život vytvořil velké množství uměleckých děl. Zhotovil přibližně 600 maleb, téměř 400 leptů a 2000 kreseb.

### Leidenské období (1625–1631)
Rembrandt byl v tomto období fascinován stářím, maloval starce zabrané do knih, staré Židy modlící se v synagogách a rabíny. V jeho leidenském ateliéru se odehrávalo drama Mladíka a smrt. Nejčastěji maloval biblické motivy a také své autoportréty.

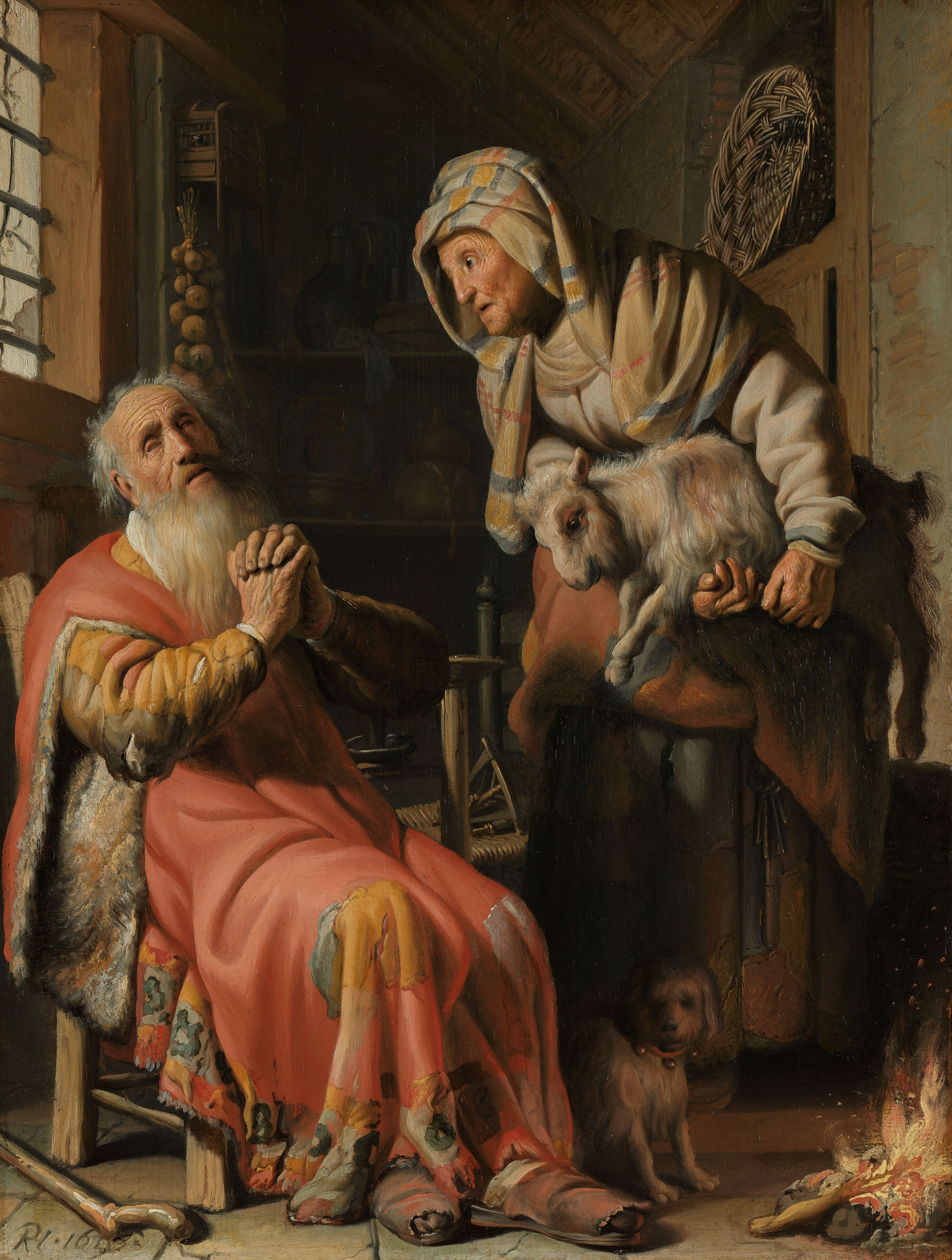
Rembrandt – Tobiáš a svatá Anna (1626)
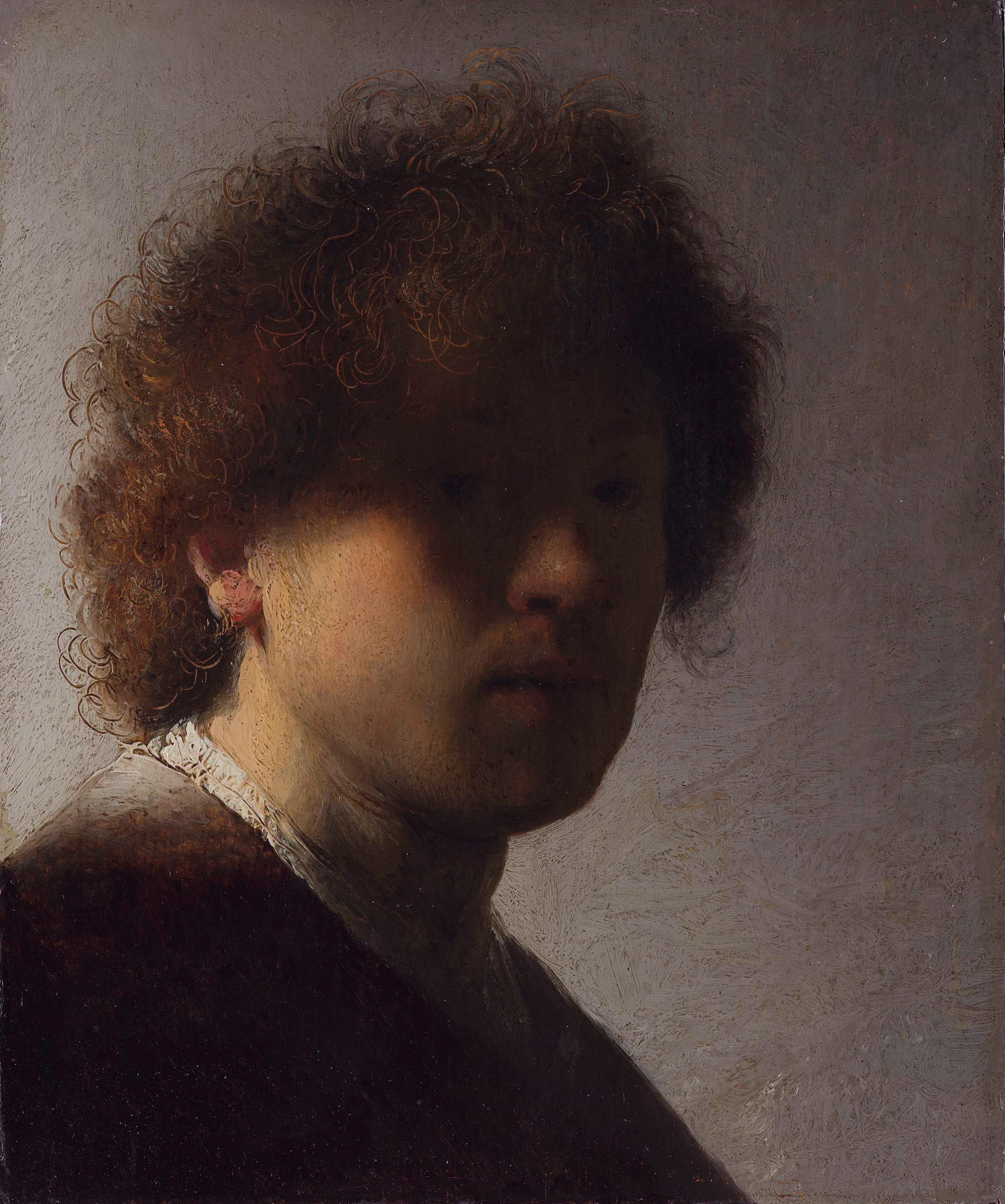
Rembrandt – Autoportrét (1628–1629)
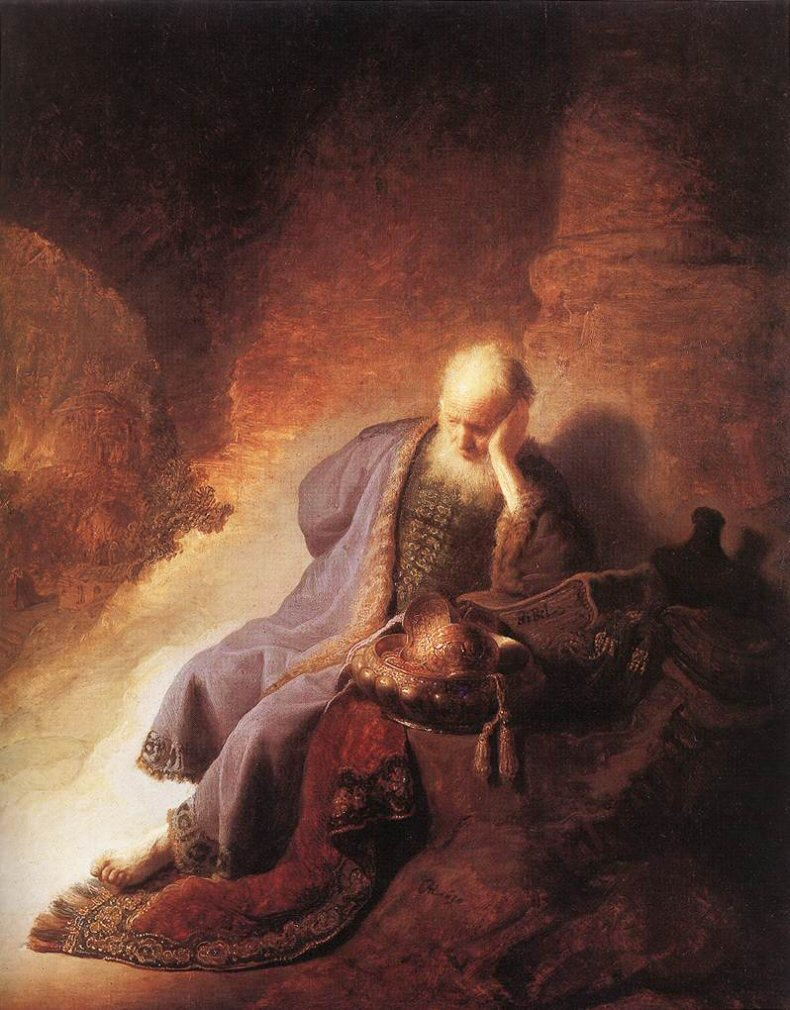
Rembrandt – Jeremiáš oplakává zboření Jeruzaléma (1630)
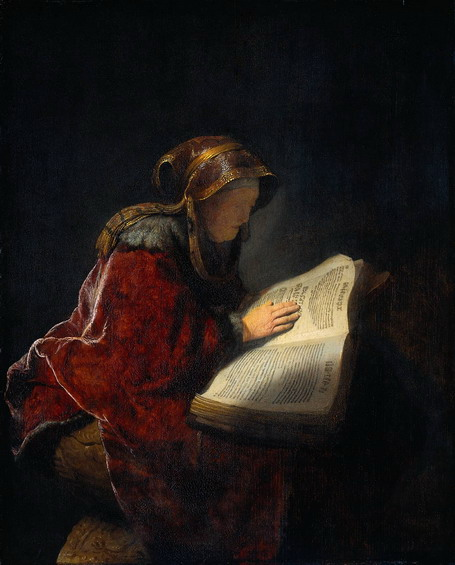
Rembrandt – Prorokyně Anna (1631)

### První amsterdamské období (1632–1639)
Rembrandt začal být slavný a budoval svou kariéru. Dostával mnoho zakázek, mezi jinými i na své vrcholné dílo „Hodina anatomie doktora Tulpa“ – skupinový portrét nad mrtvolou s otevřenou paží. Rembrandt maloval mnoho oficiálních portrétů, ale i své autoportréty, a portréty své ženy Saskie. Také dostal za úkol namalovat cyklus obrazů s Pašijovým námětem, na kterém pracoval třináct let.

Rembrandt – Hodina anatomie doktora Tulpa (1632)
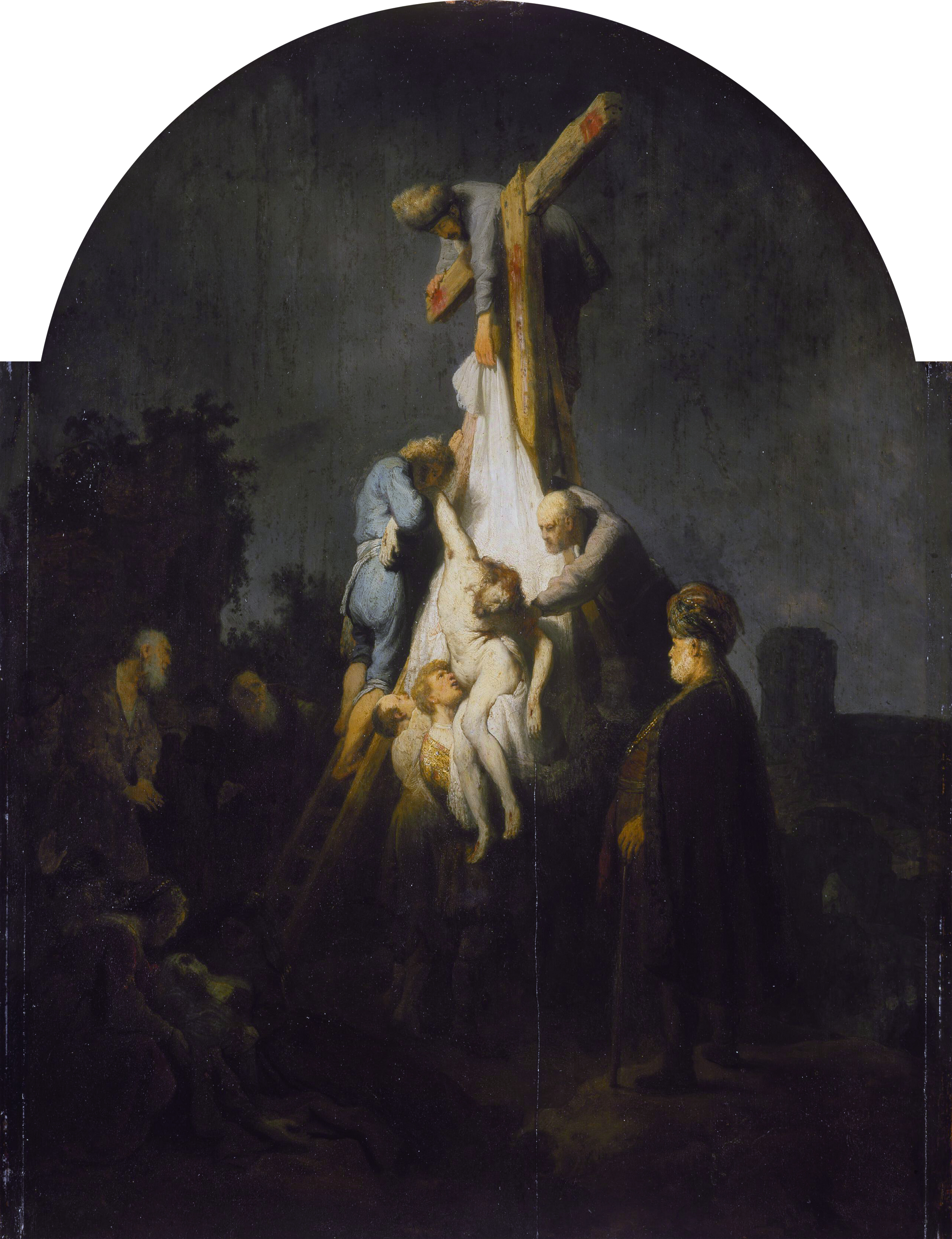
Rembrandt – Snímání z kříže (1632–1633)
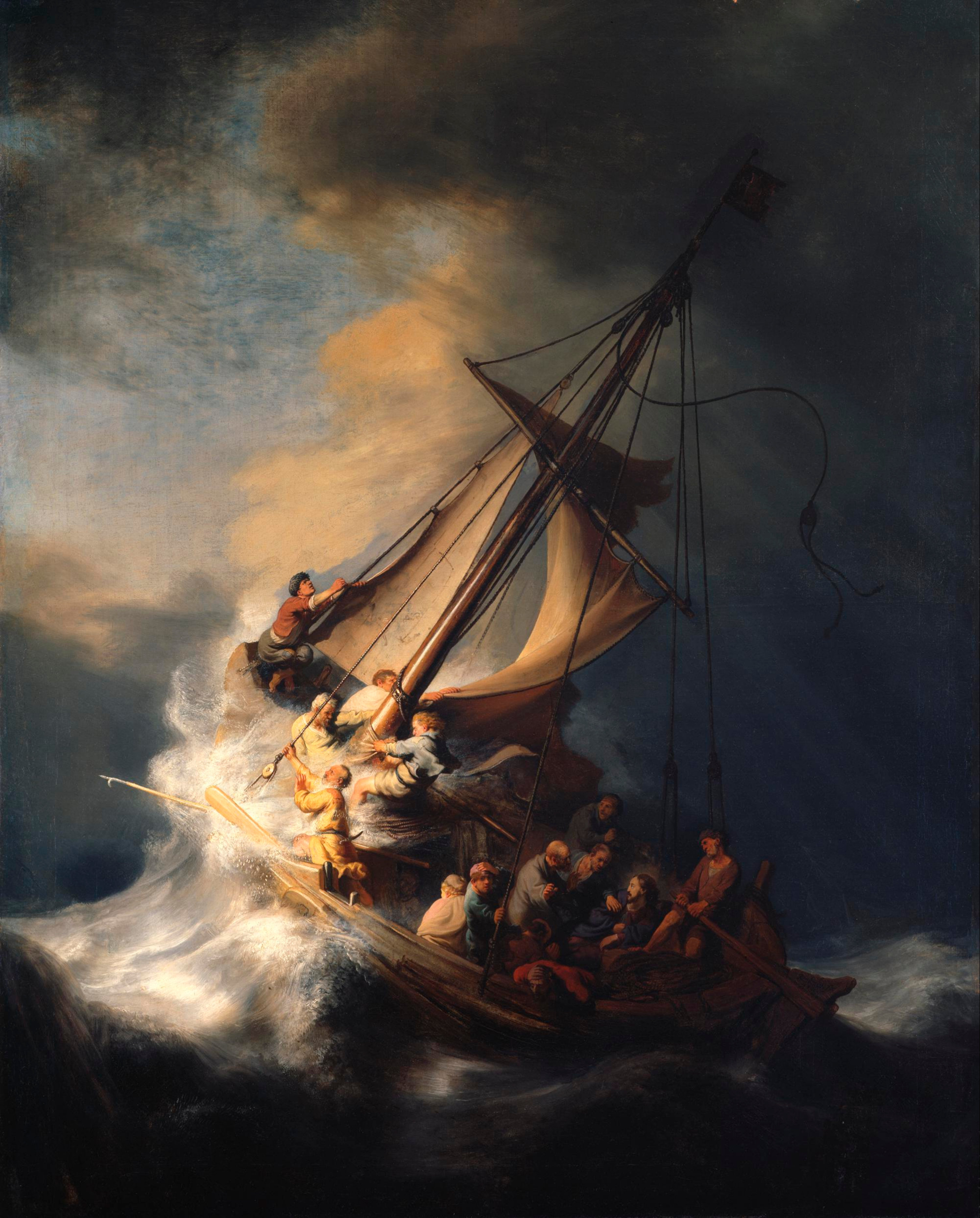
Rembrandt – Bouře v Galilejském moři (1633)
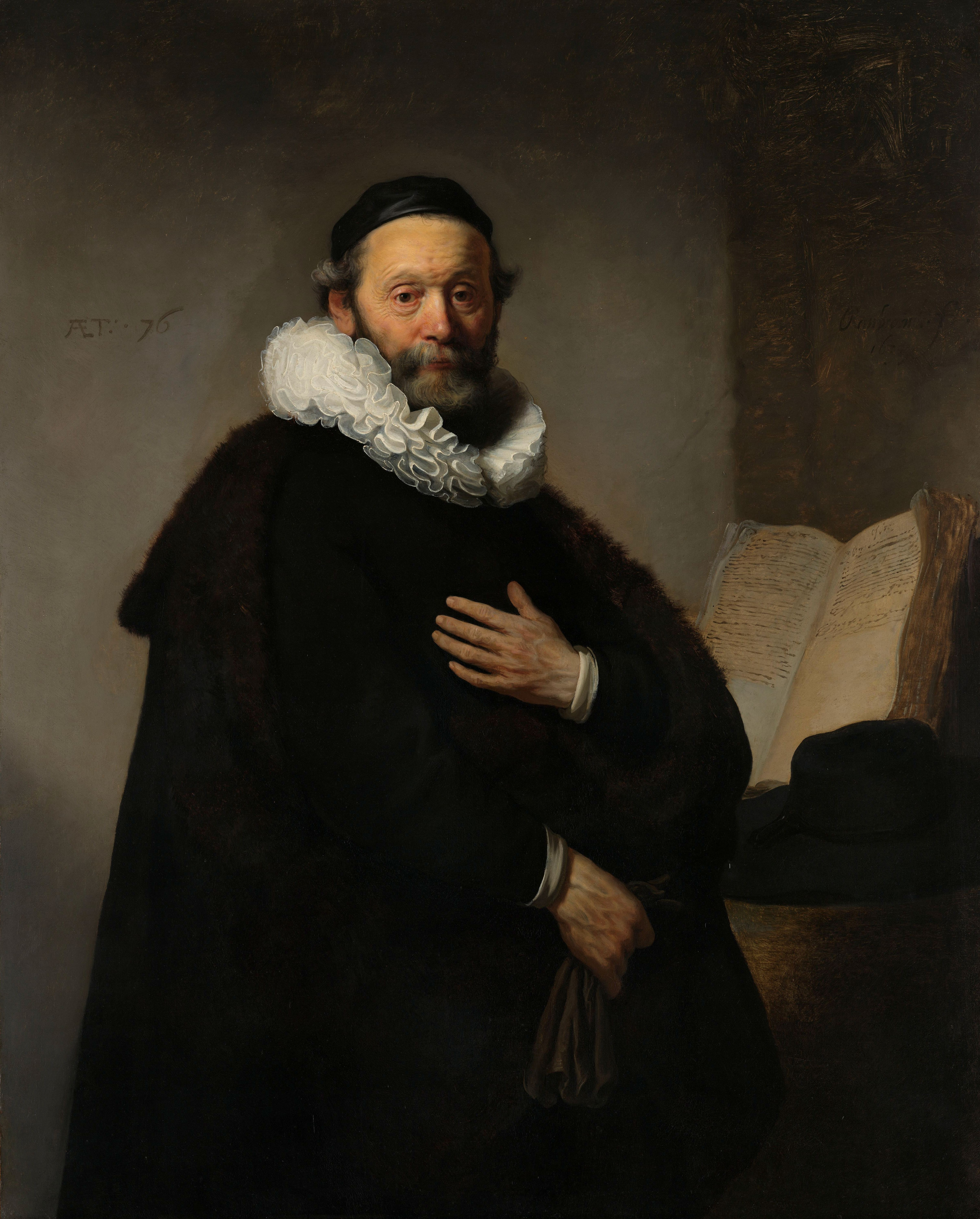
Rembrandt – Portrét Johannese Wtenbogaerta (1633)
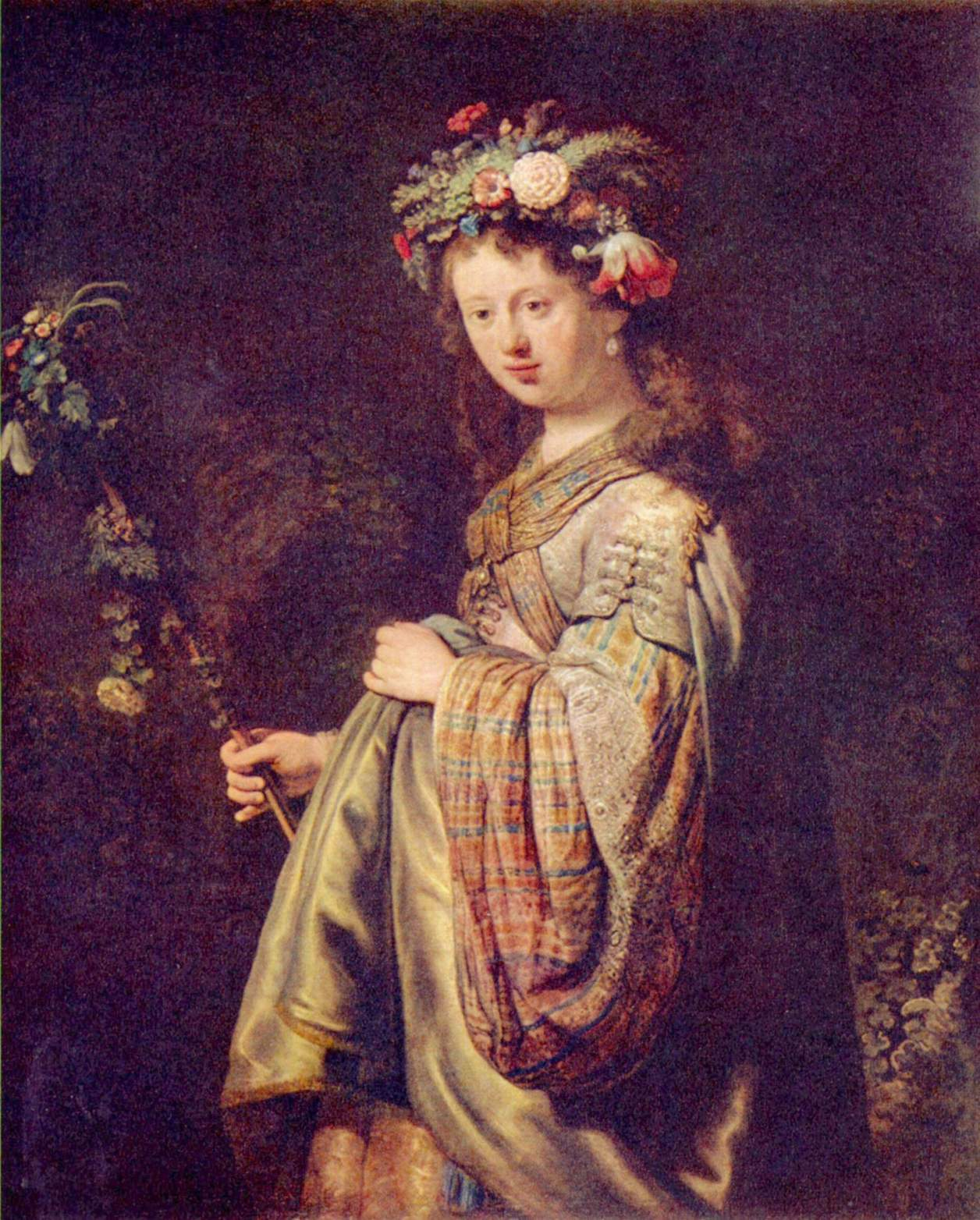
Rembrandt – Flóra (1634)
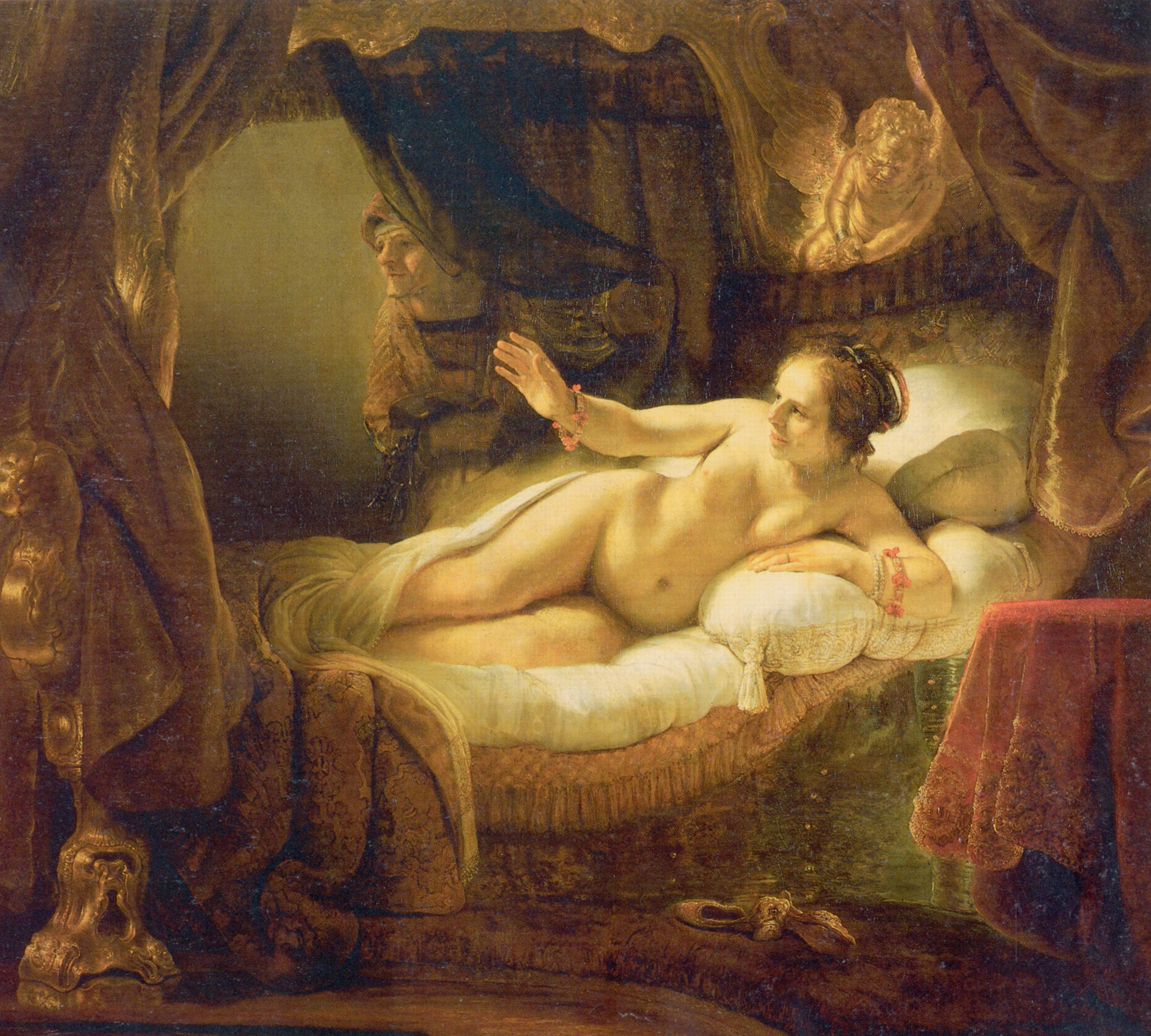
Rembrandt – Danae (1636–1647)
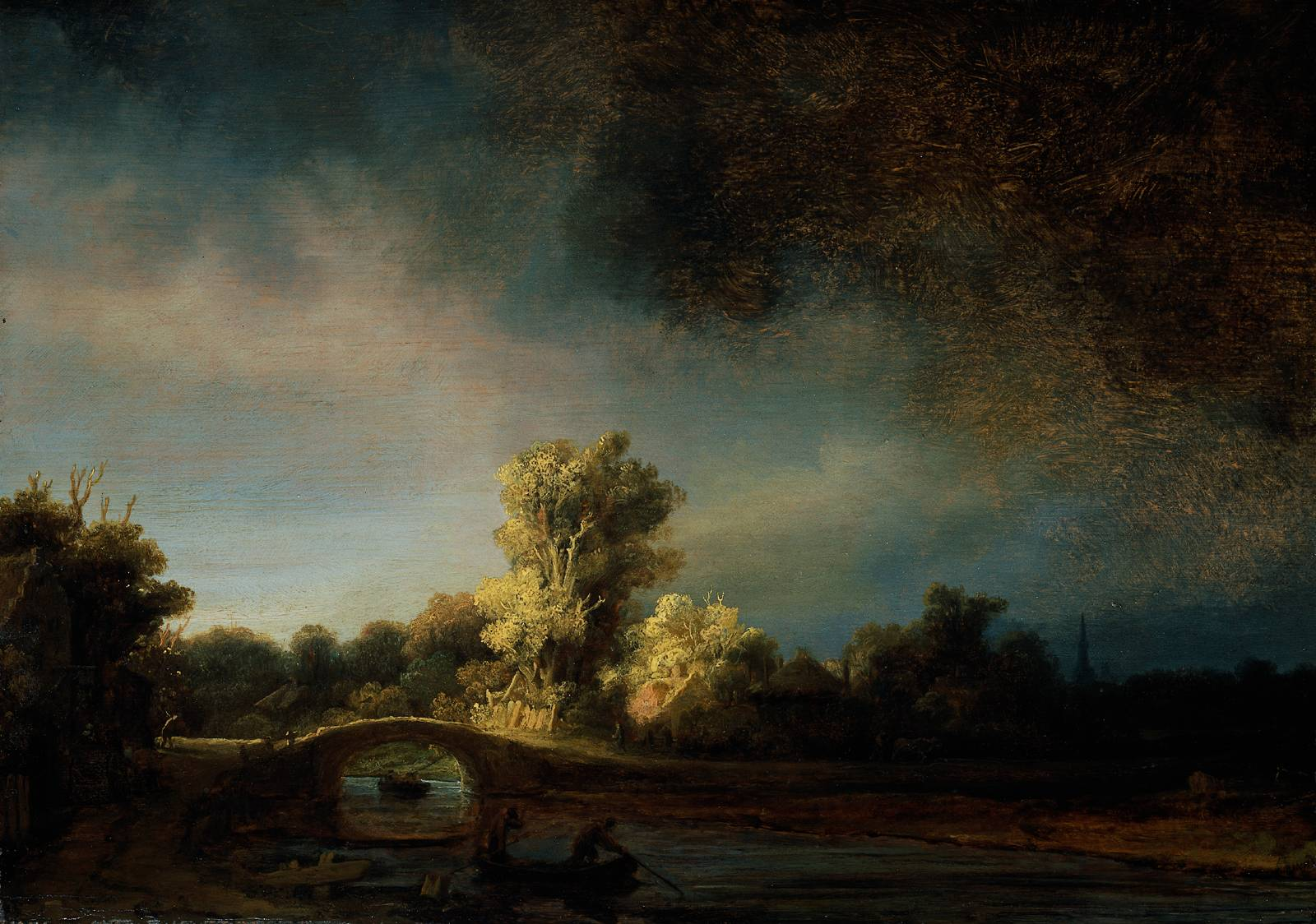
Rembrandt – Krajina se zděným mostem (1638)
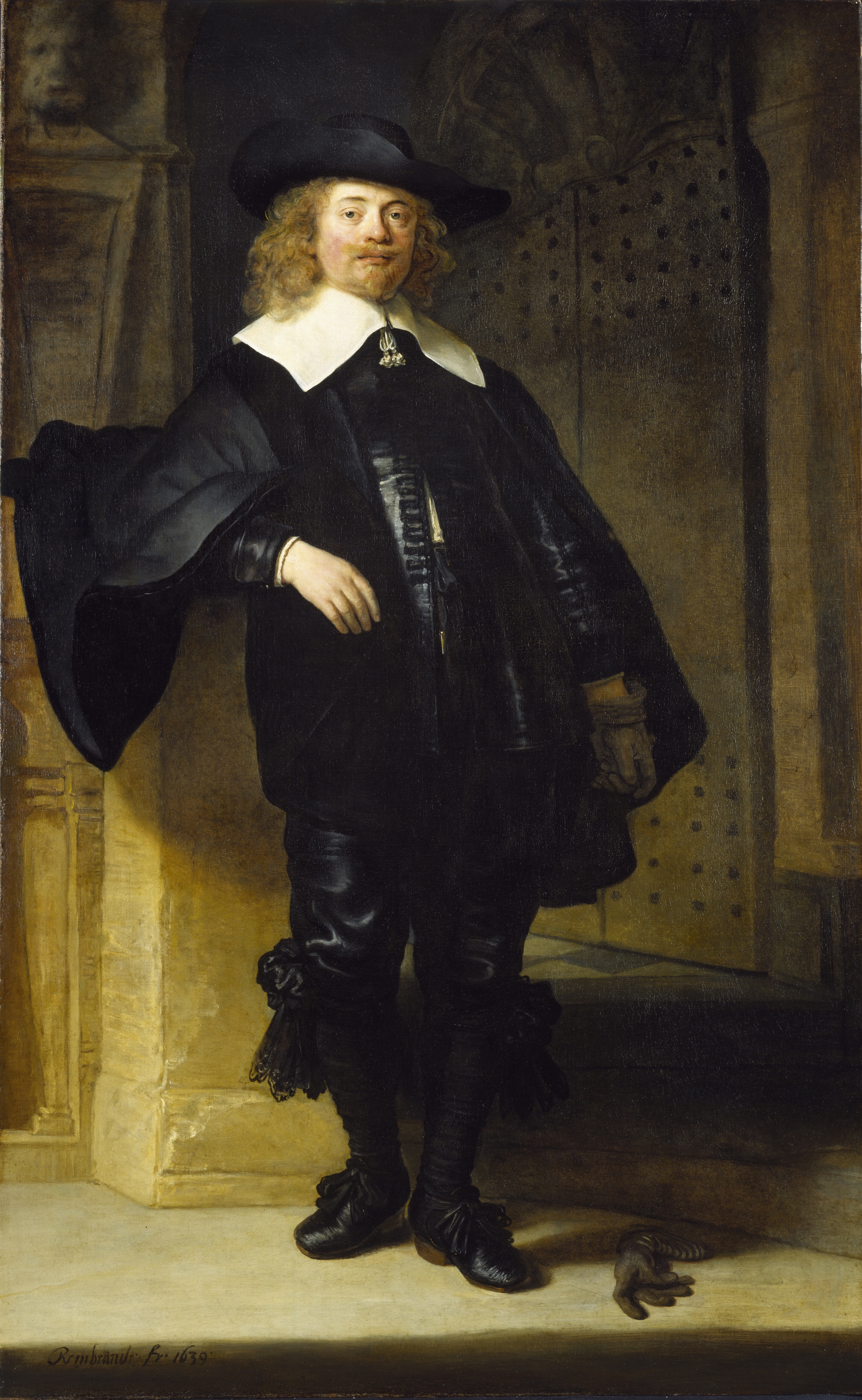
Rembrandt – Portrét stojícího muže (1639)
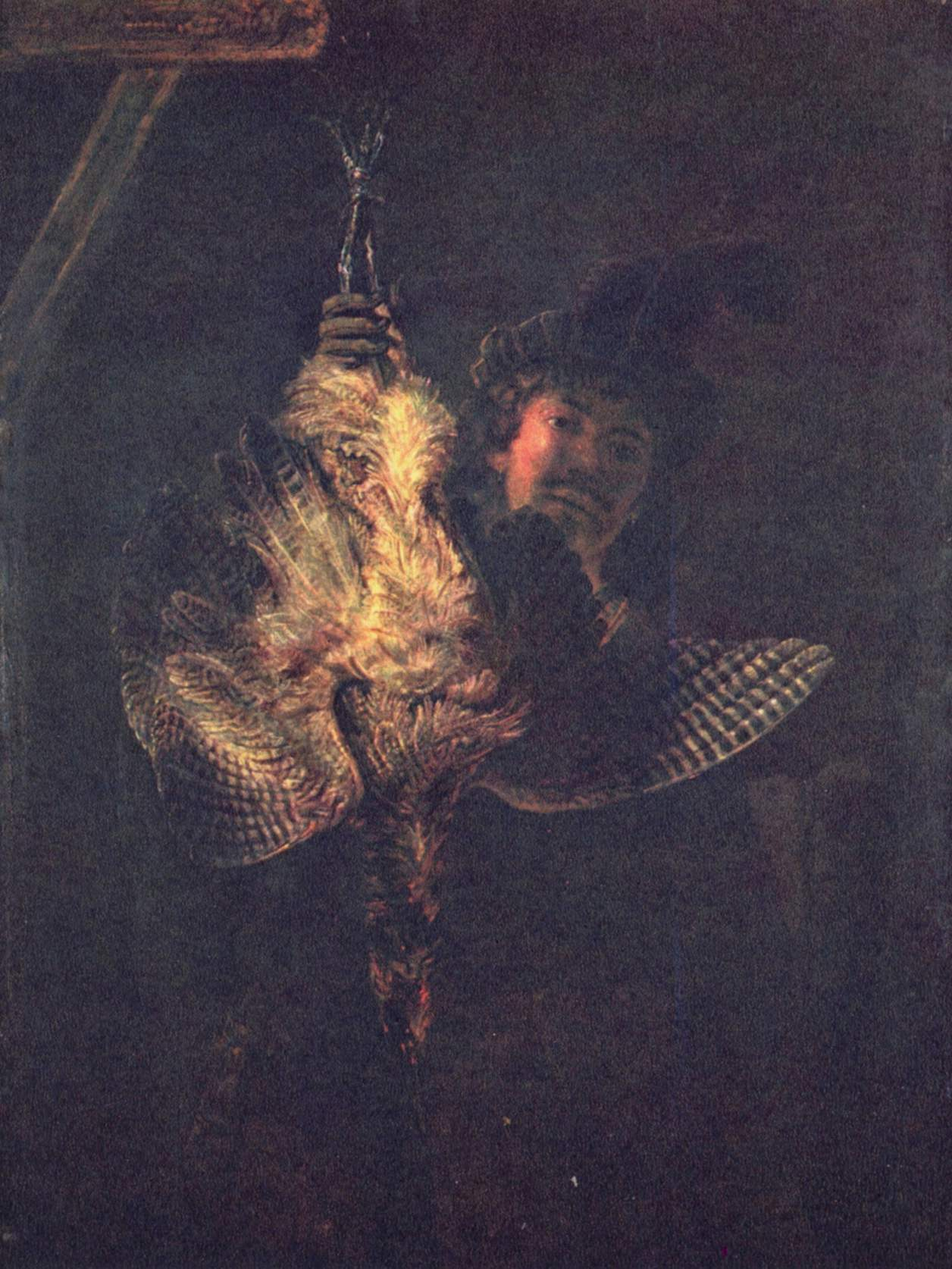
Rembrandt – Lovec bukače (1639)

### Střední amsterdamské období (1640–1647)
Rembrandt byl v této považován za nejlepšího současného malíře. Maloval obrazy pro nejvýznamnější lidi své doby, například pro místodržitele nizozemské republiky. Vytvořil zde své nejlepší dílo, Noční hlídku, kde mistrně využil techniky šerosvitu a realistického zobrazení postav.

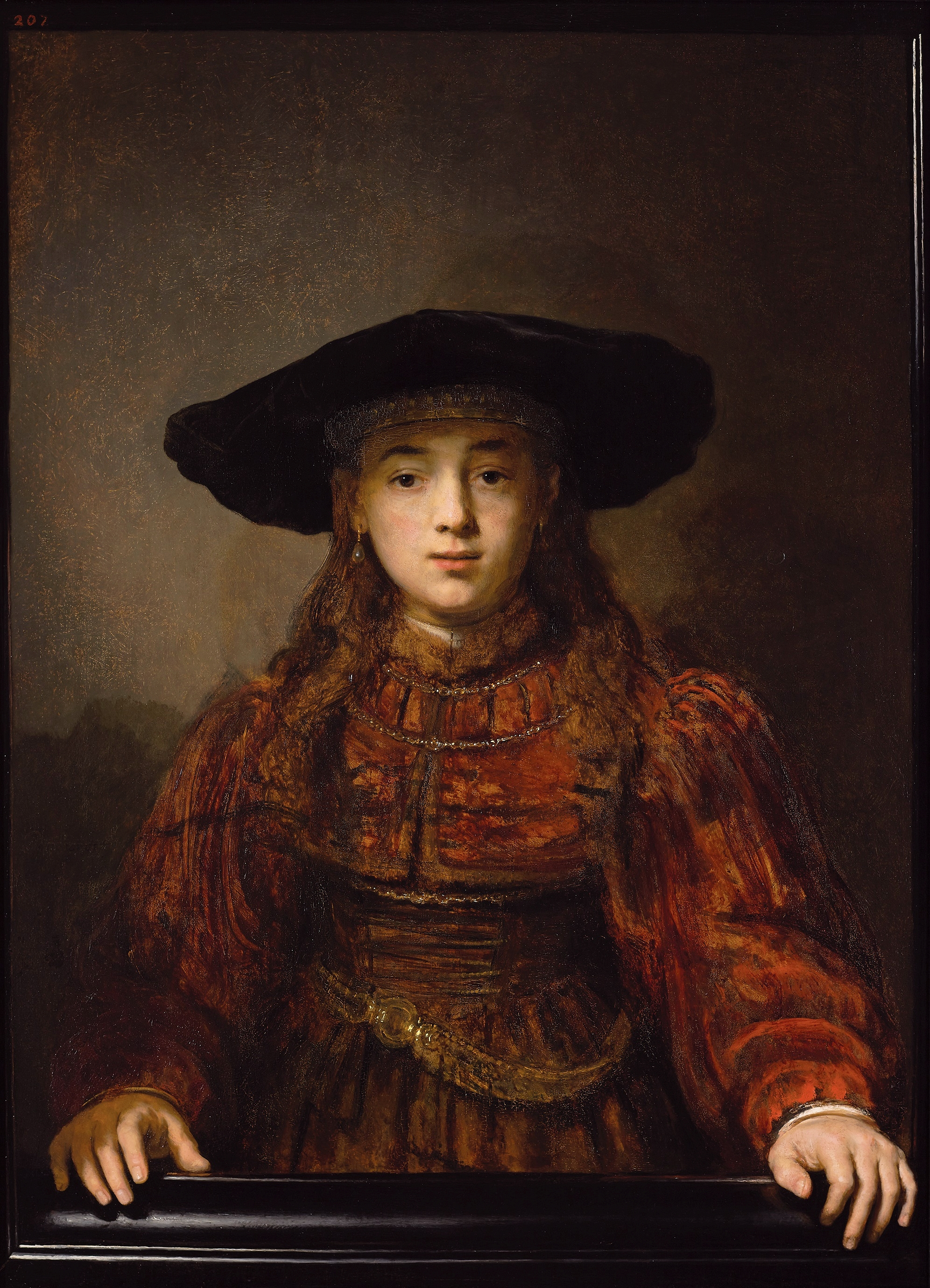
Rembrandt – Dívka v klobouku (1641) Královský hrad ve Varšavě
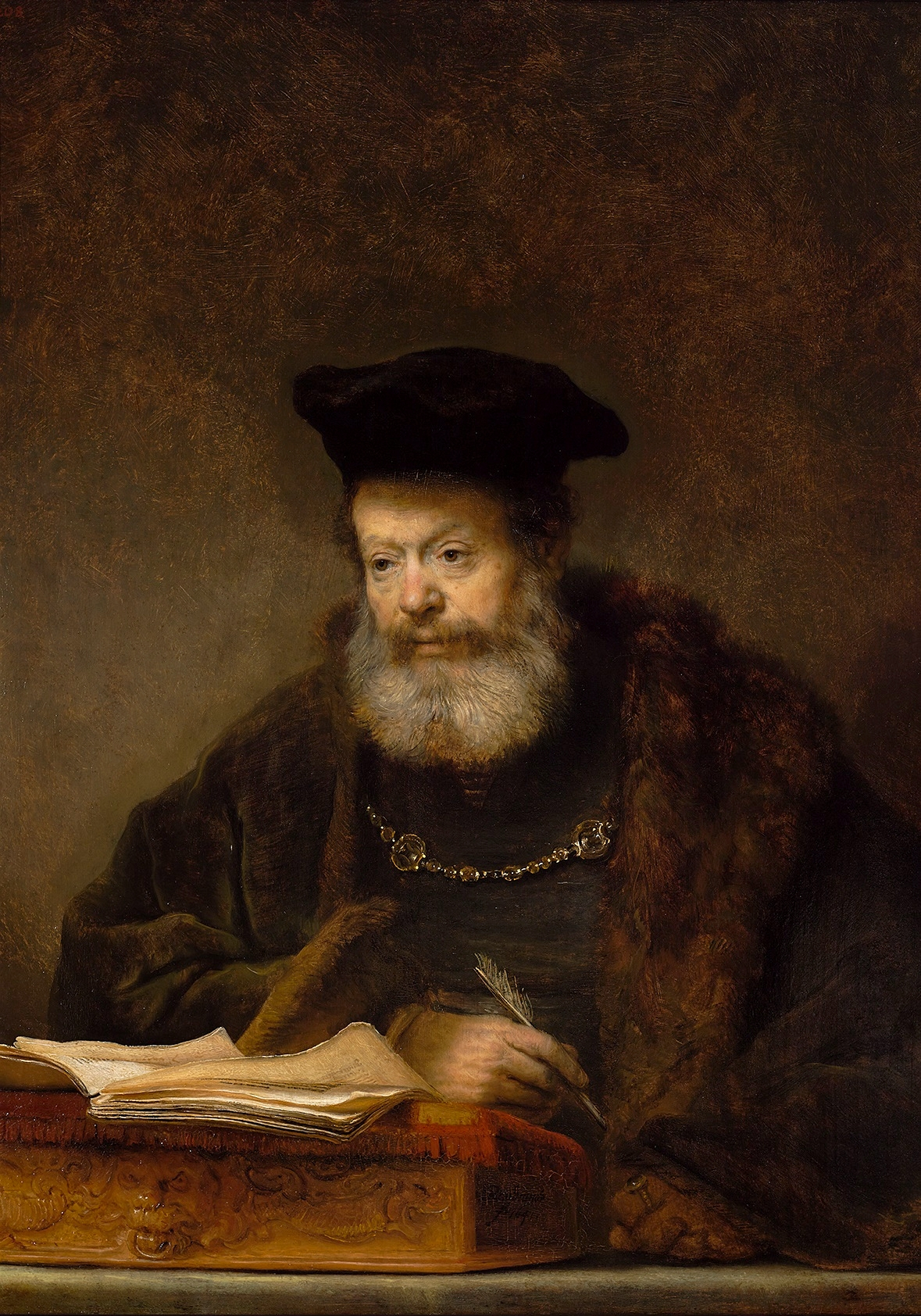
Rembrandt – Učenec při pultu (1641) Královský hrad ve Varšavě
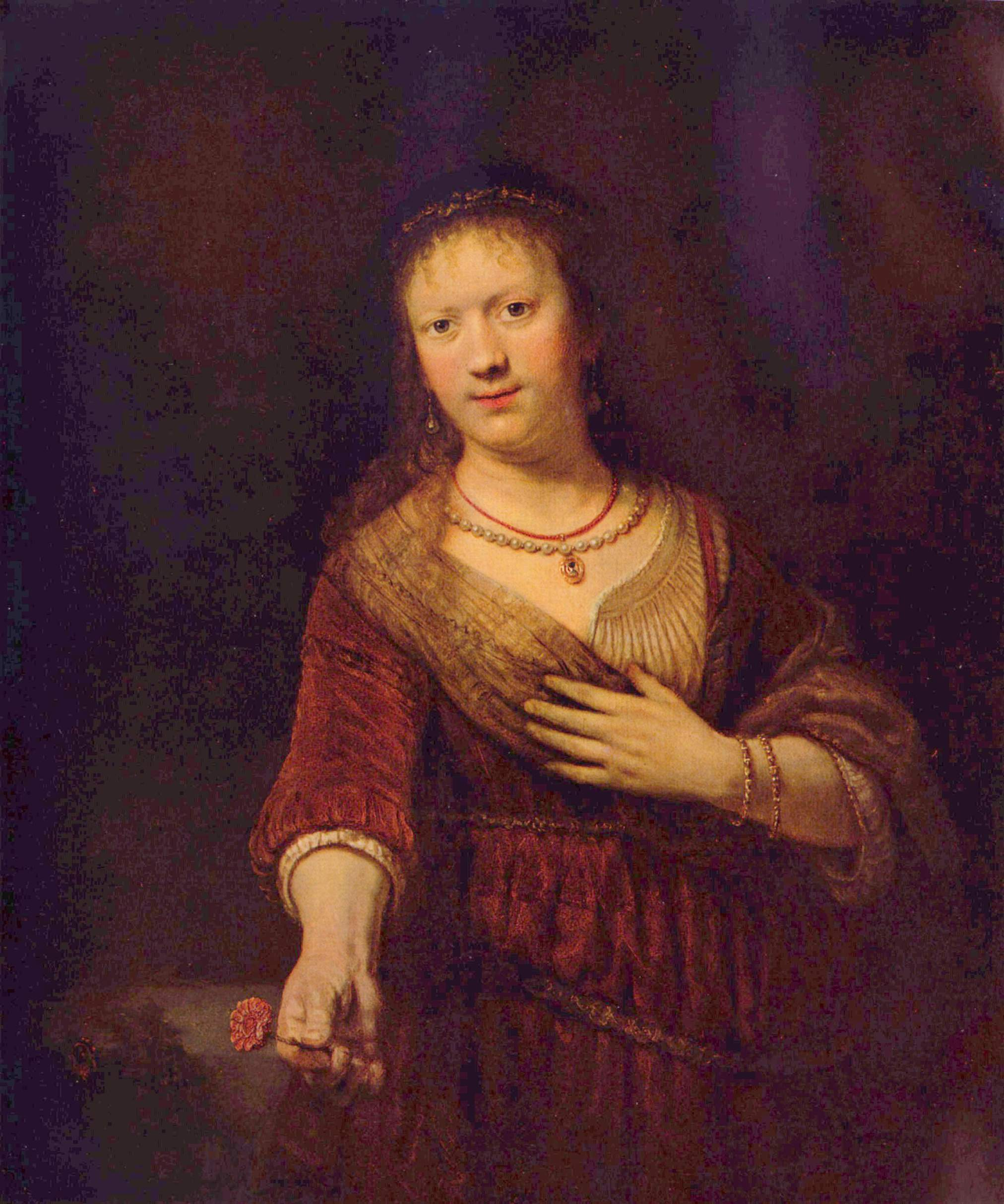
Rembrandt – Portrét Saskie s květinou (1641)
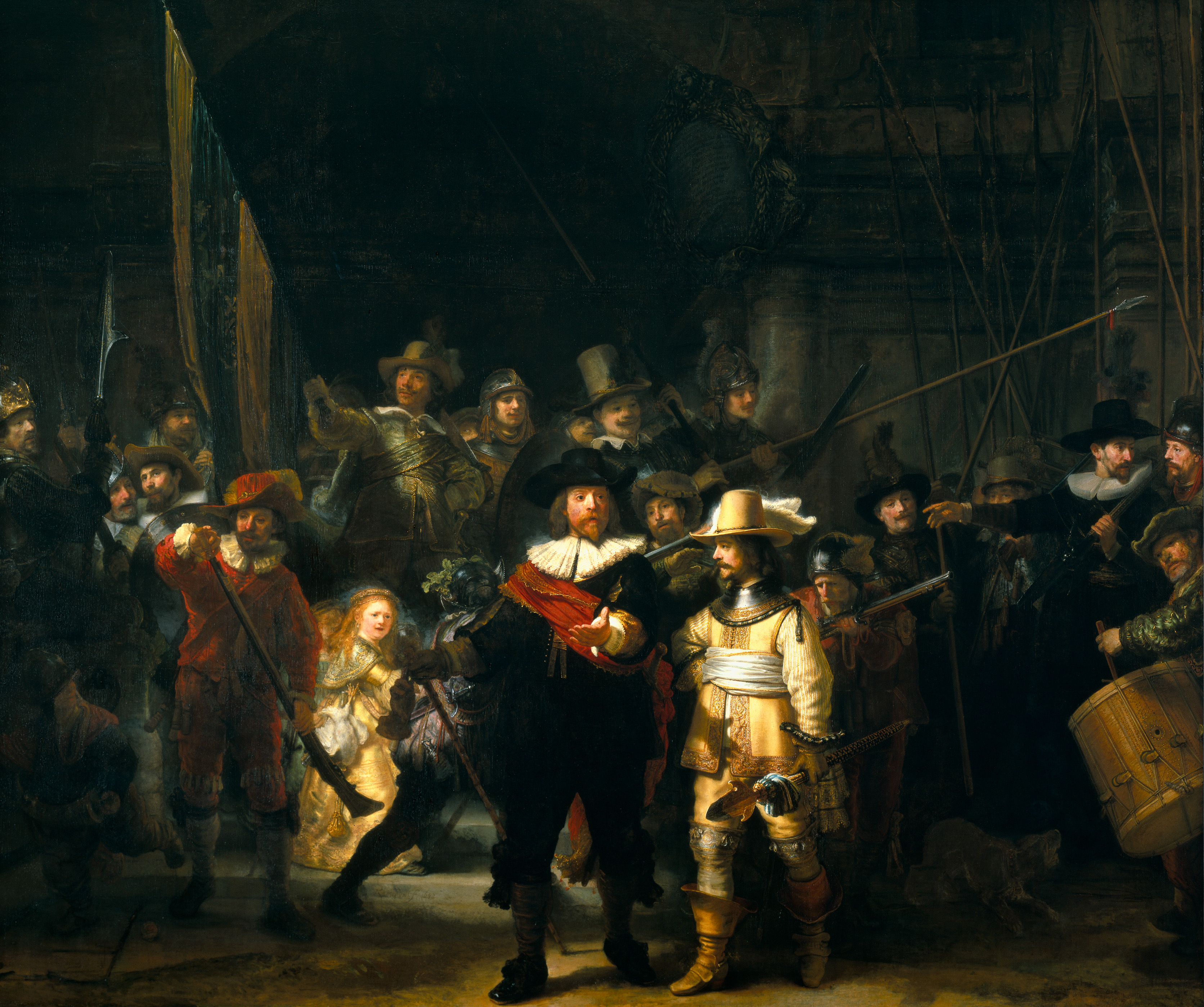
Rembrandt – Noční hlídka (1642)
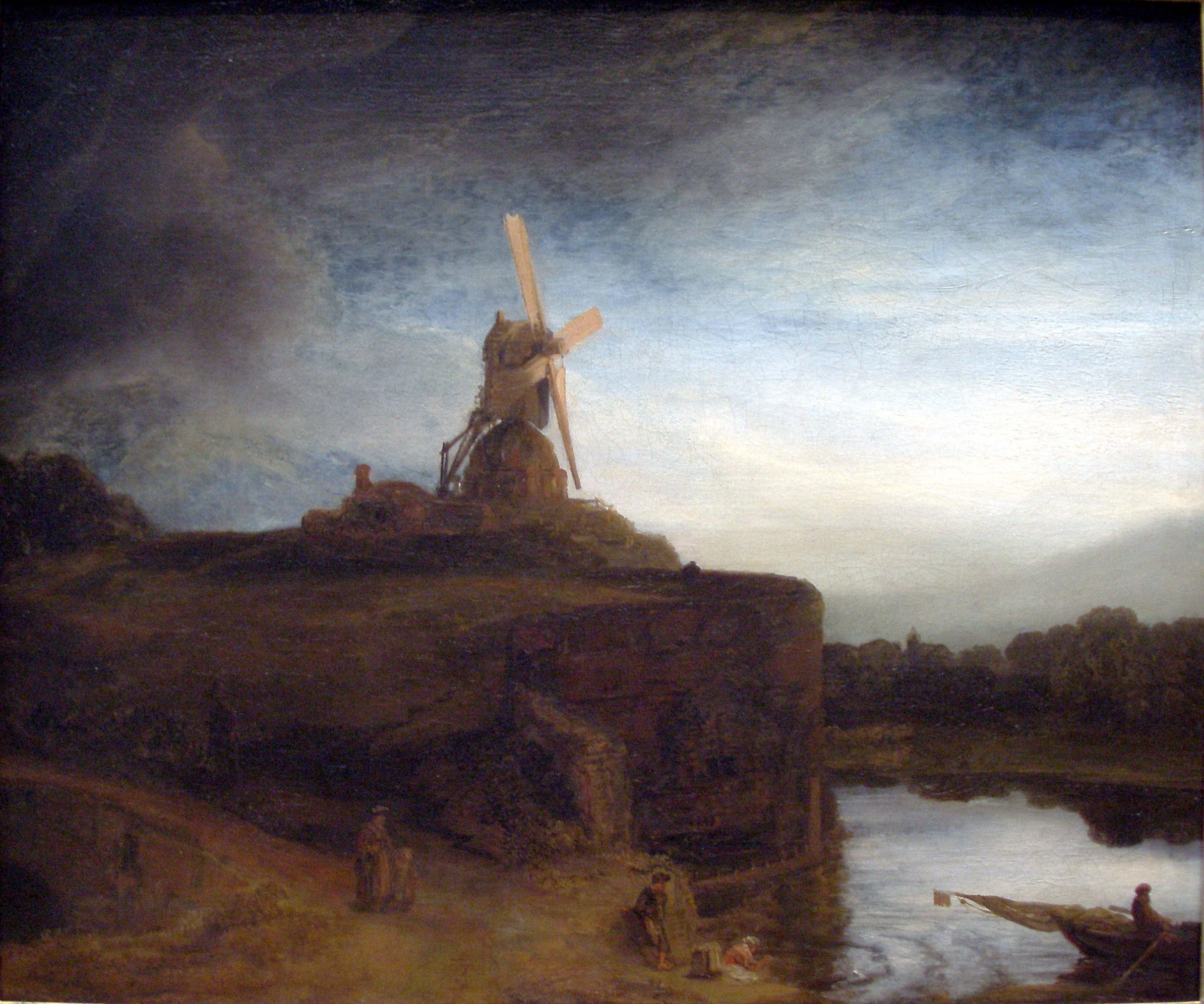
Rembrandt – Mlýn (1645 – 1648)

### Poslední amsterdamské období (1648–1669)
Rembrandt upadl do finanční tísně, ačkoli stále dostával významné zakázky. Jeho obrazy byly po bohatých životních zkušenostech geniálnější. Měly mistrně rozvržené světlo a stín. Malíř tvořil vrcholná díla, například Představenstvo soukenického cechu a Přísahu Claudia Civila. Holanďané v té době nechápali jeho genialitu a některá díla byla odmítnuta. Umělec tvořil až do své smrti.

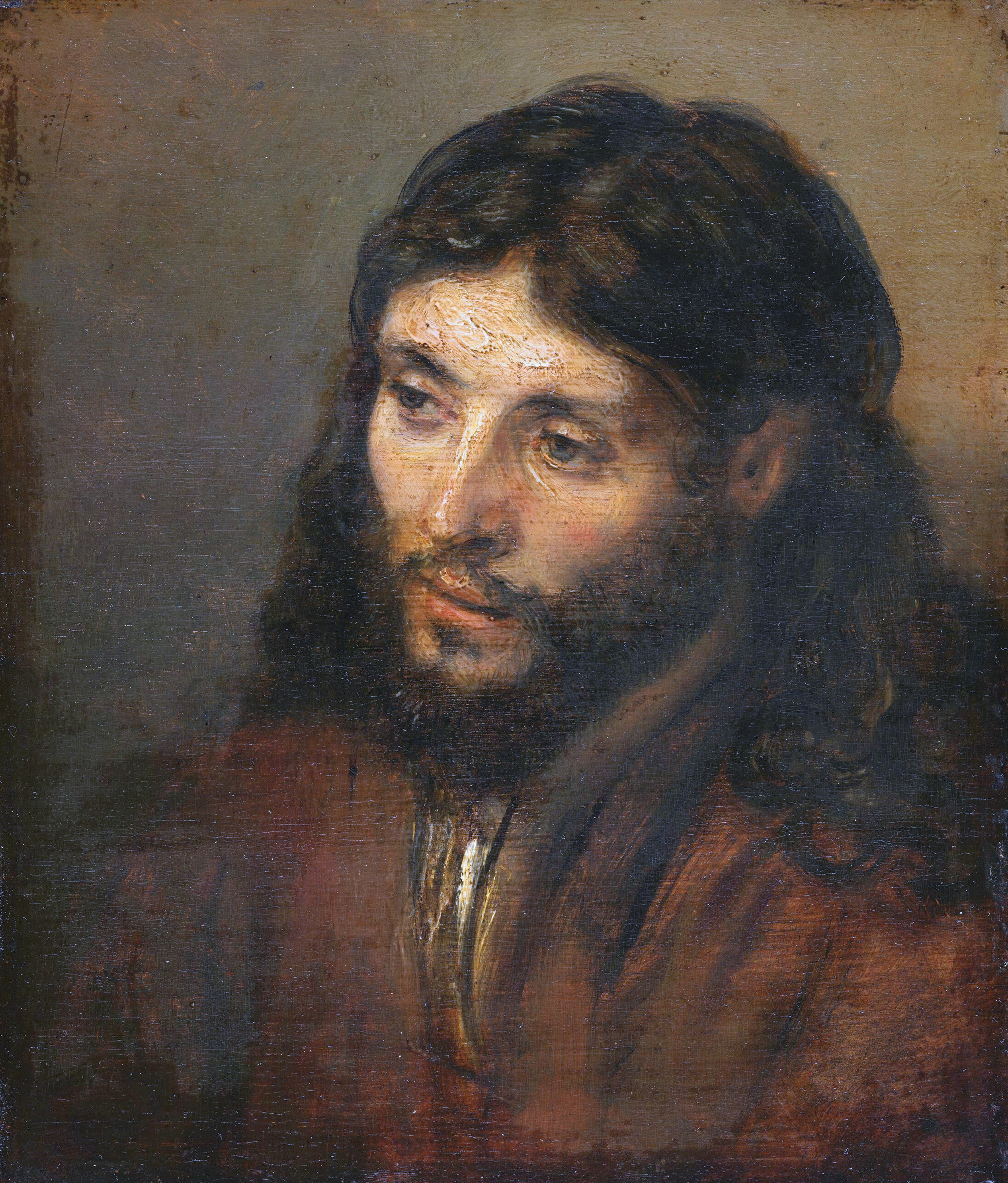
Rembrandt – Kristus (okolo 1648)
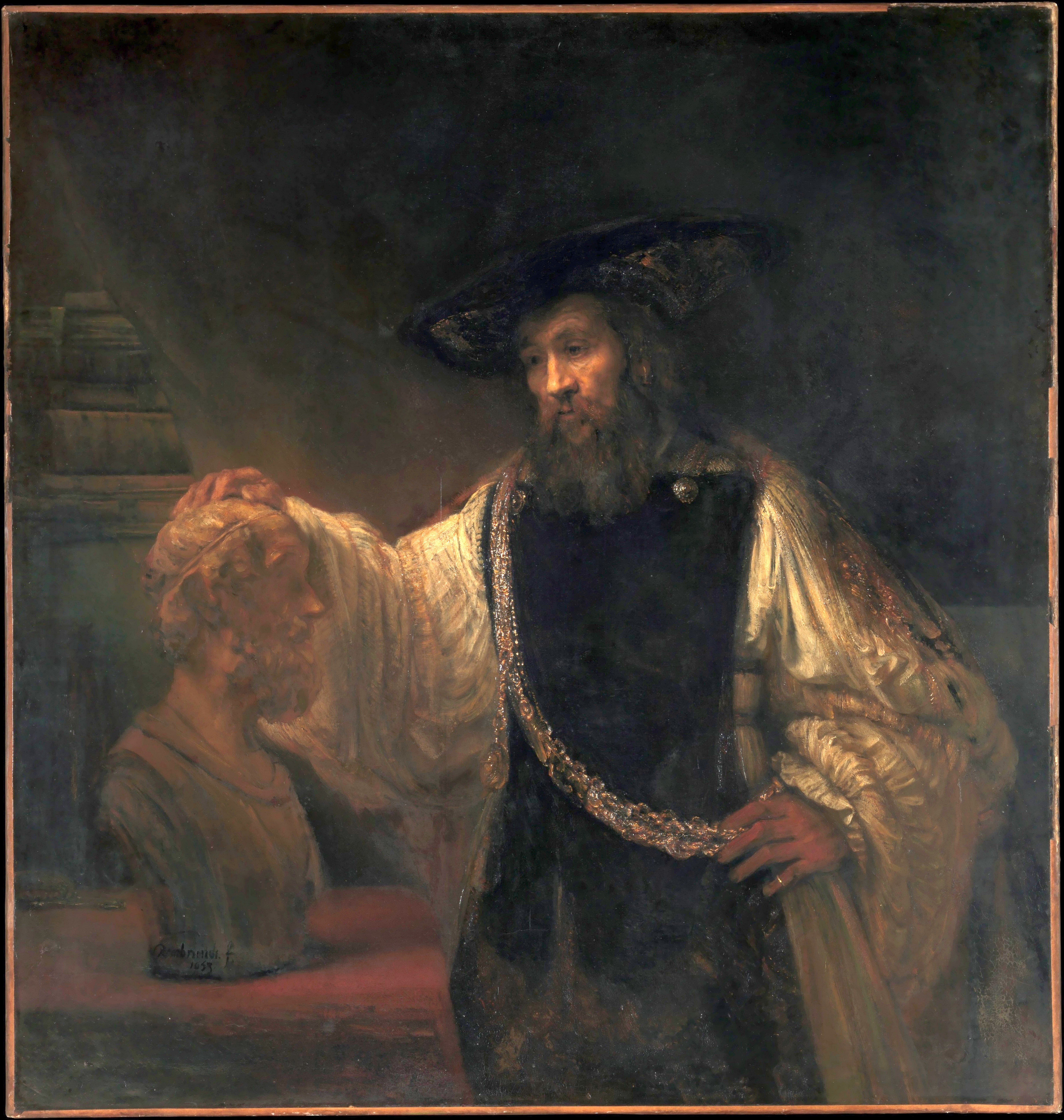
Rembrandt – Aristoteles stojí nad Homérovou bustou (1653)
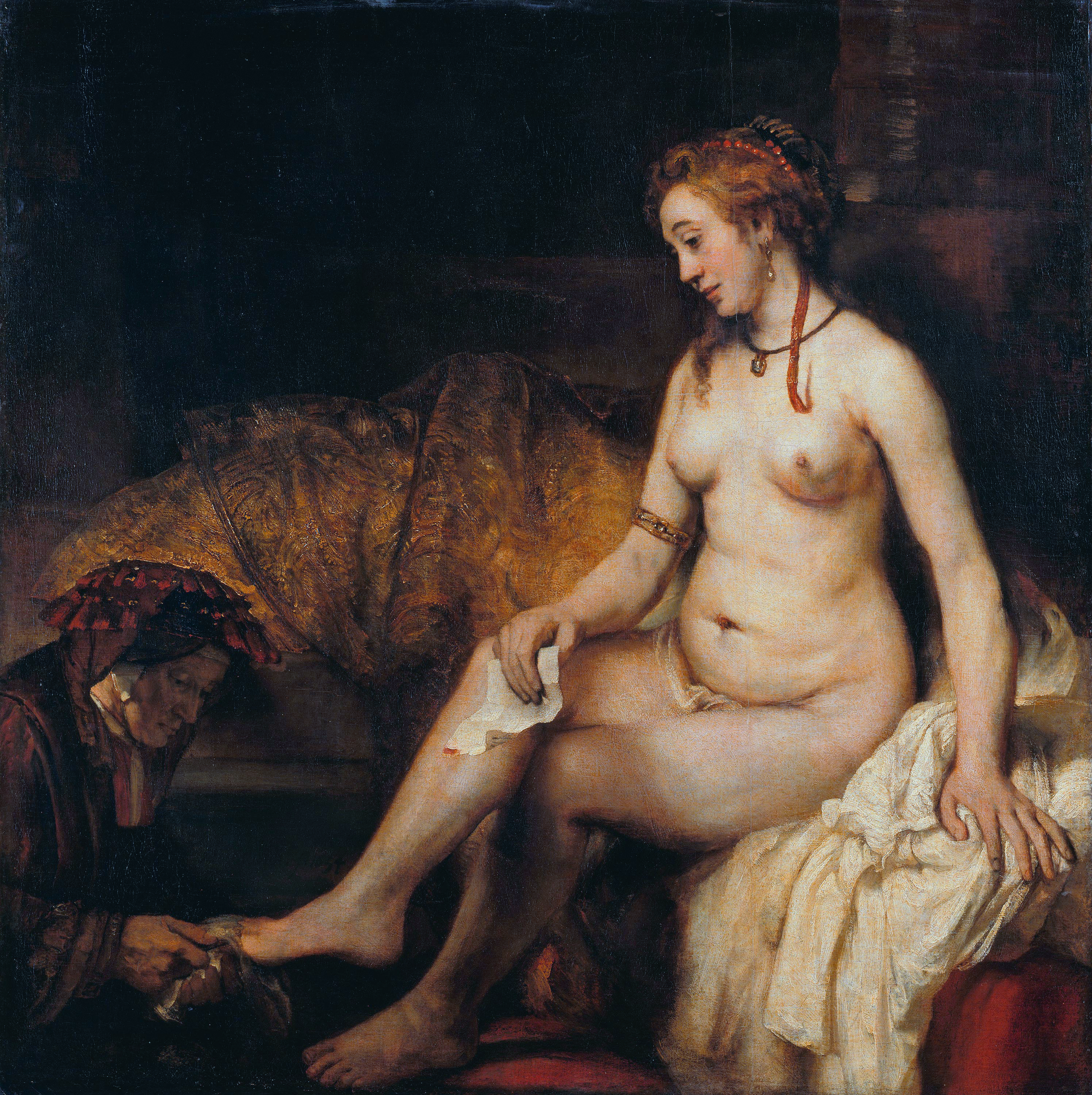
Rembrandt – Batšeba s dopisem od krále Davida (1654)
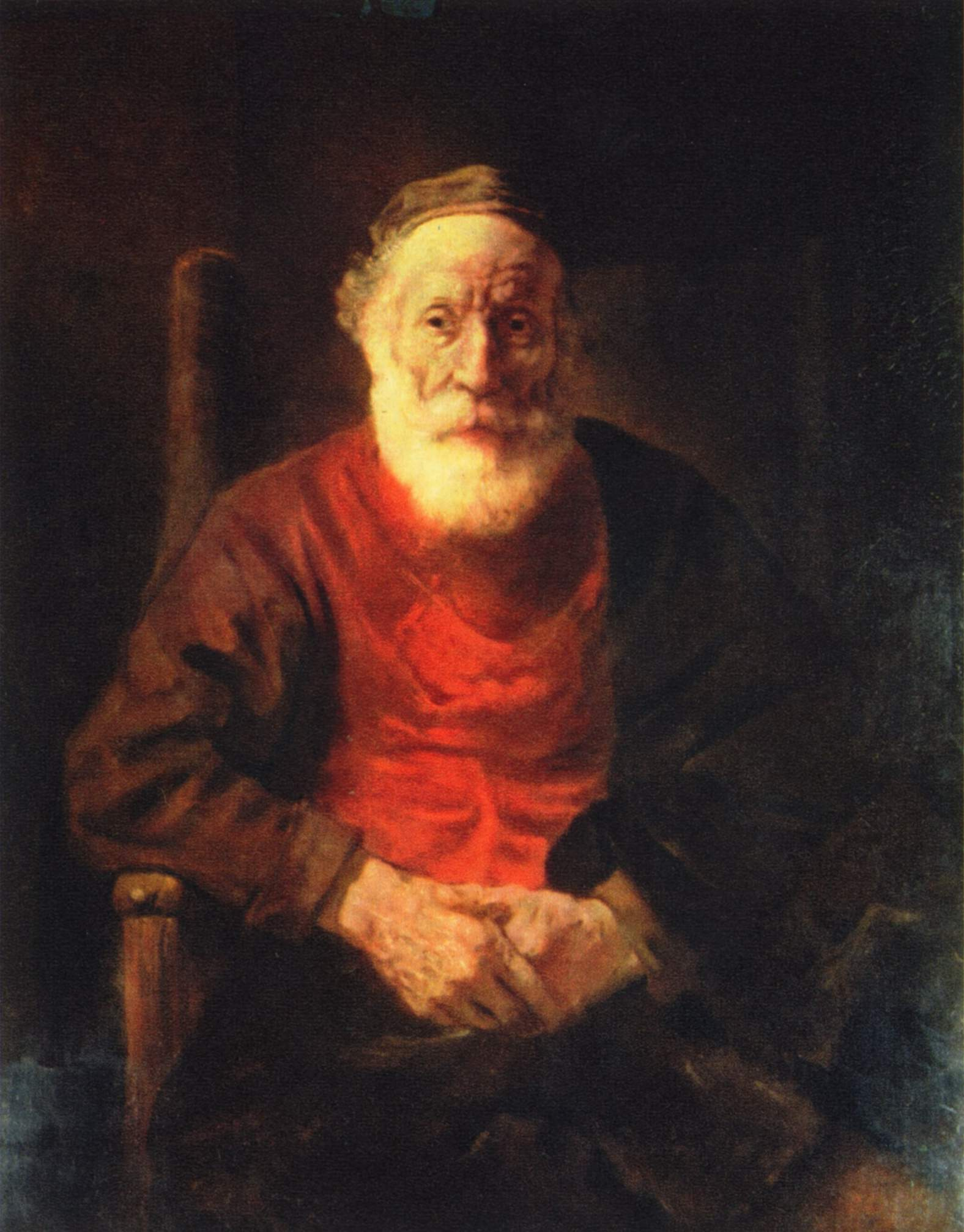
Rembrandt – Starý muž v křesle (1654)
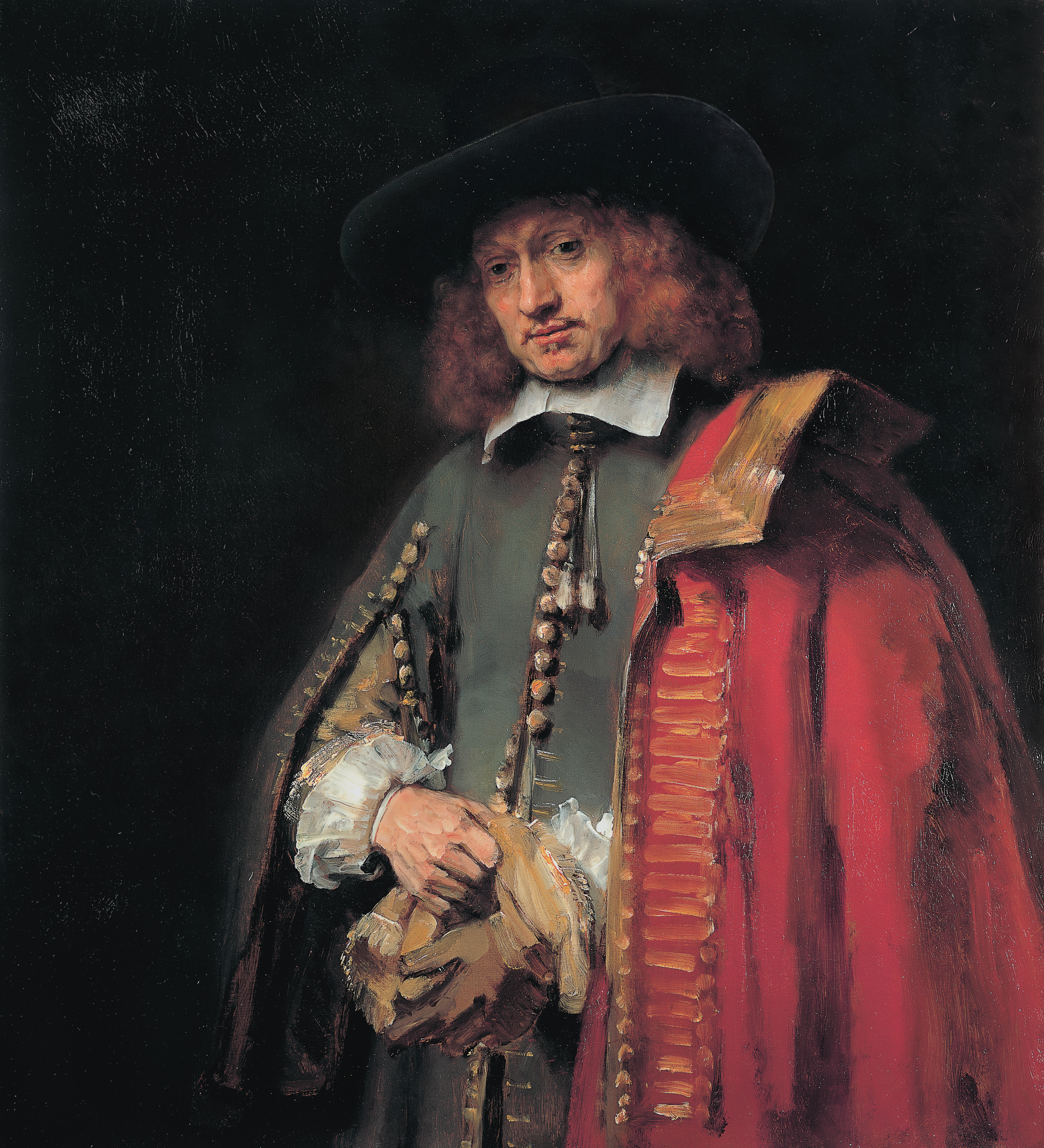
Rembrandt – Portrét Jana Sixa (1654)
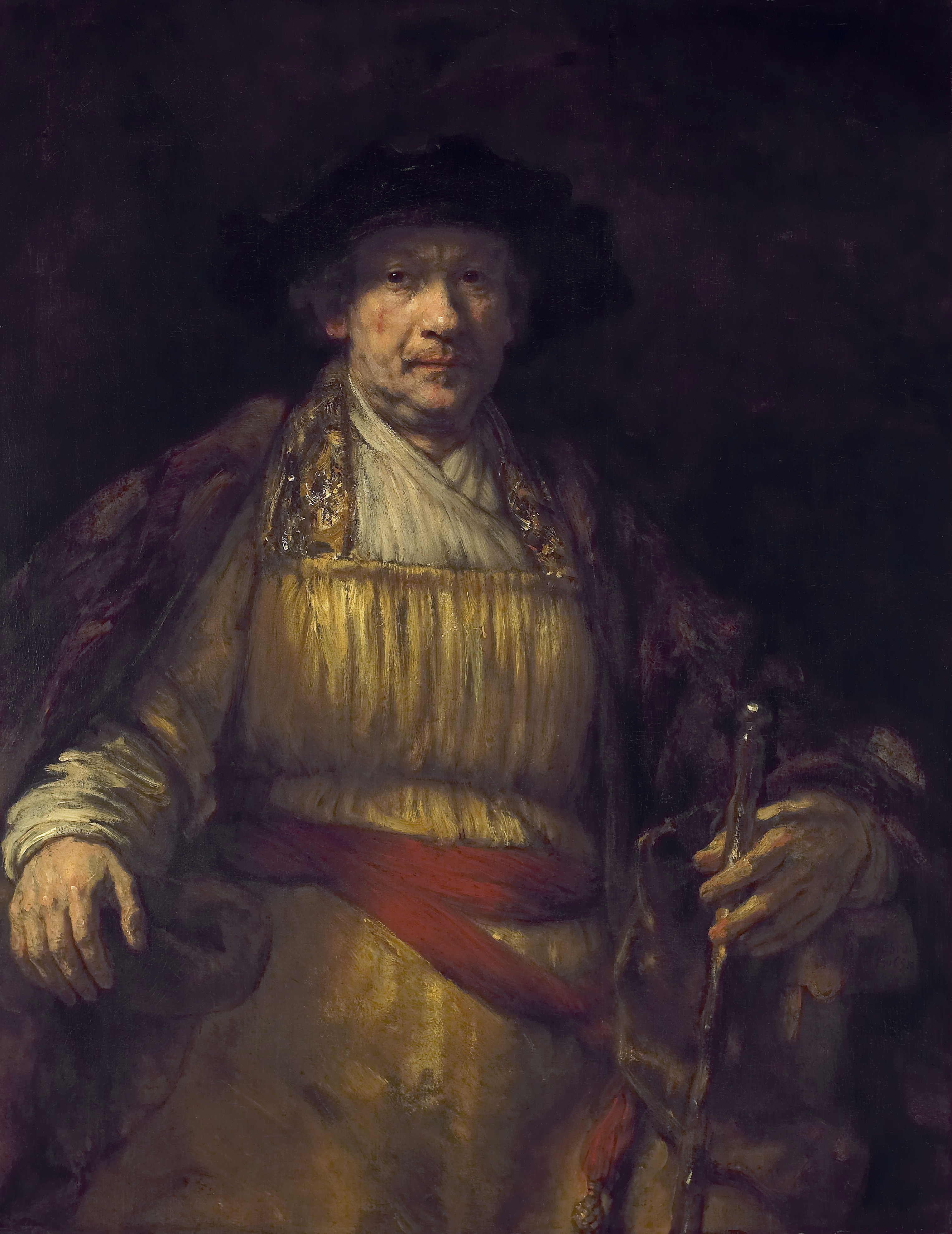
Rembrandt – Autoportrét (1658)
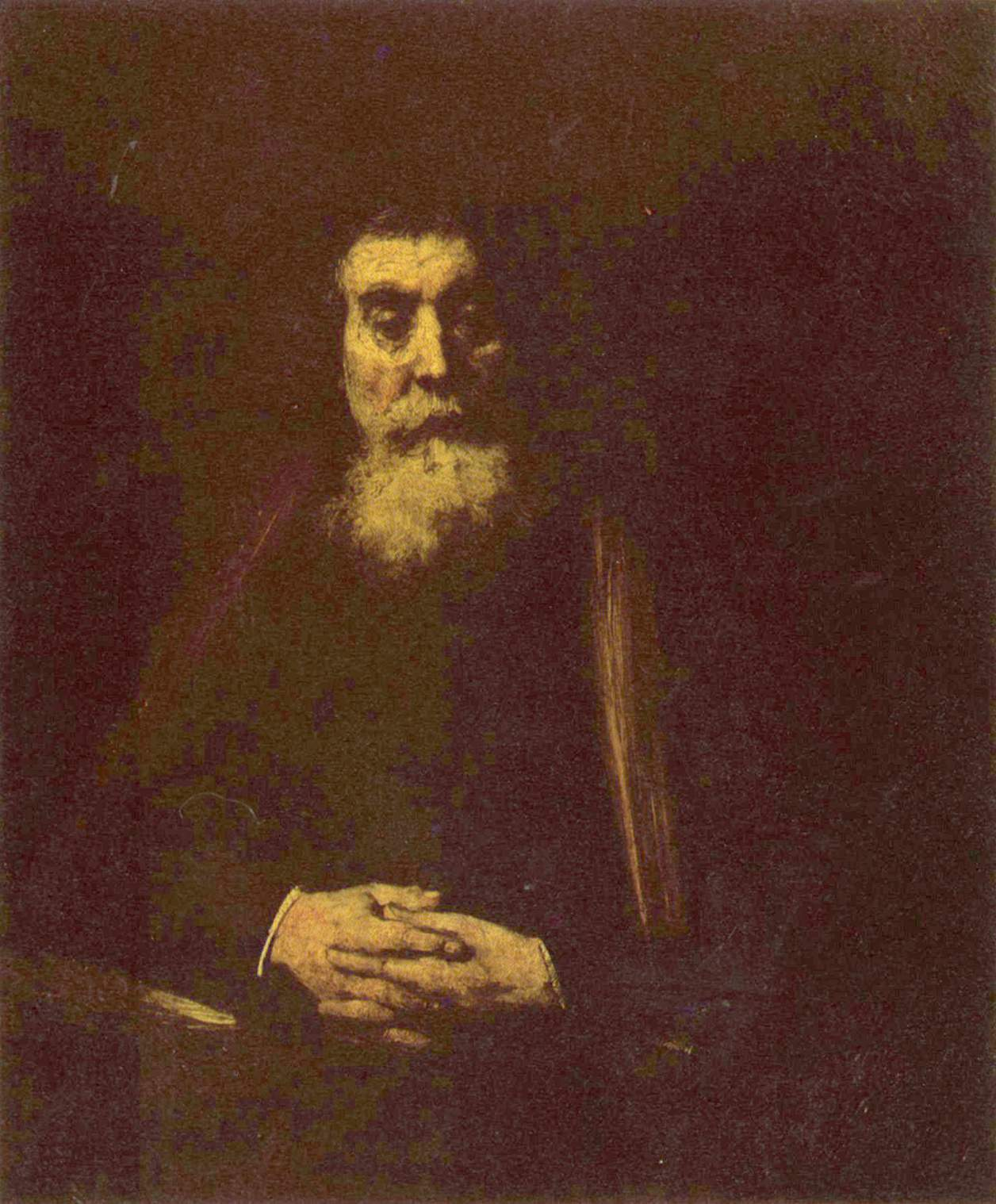
Rembrandt – Obraz, pravděpodobně s J. A. Komenským (okolo 1661)
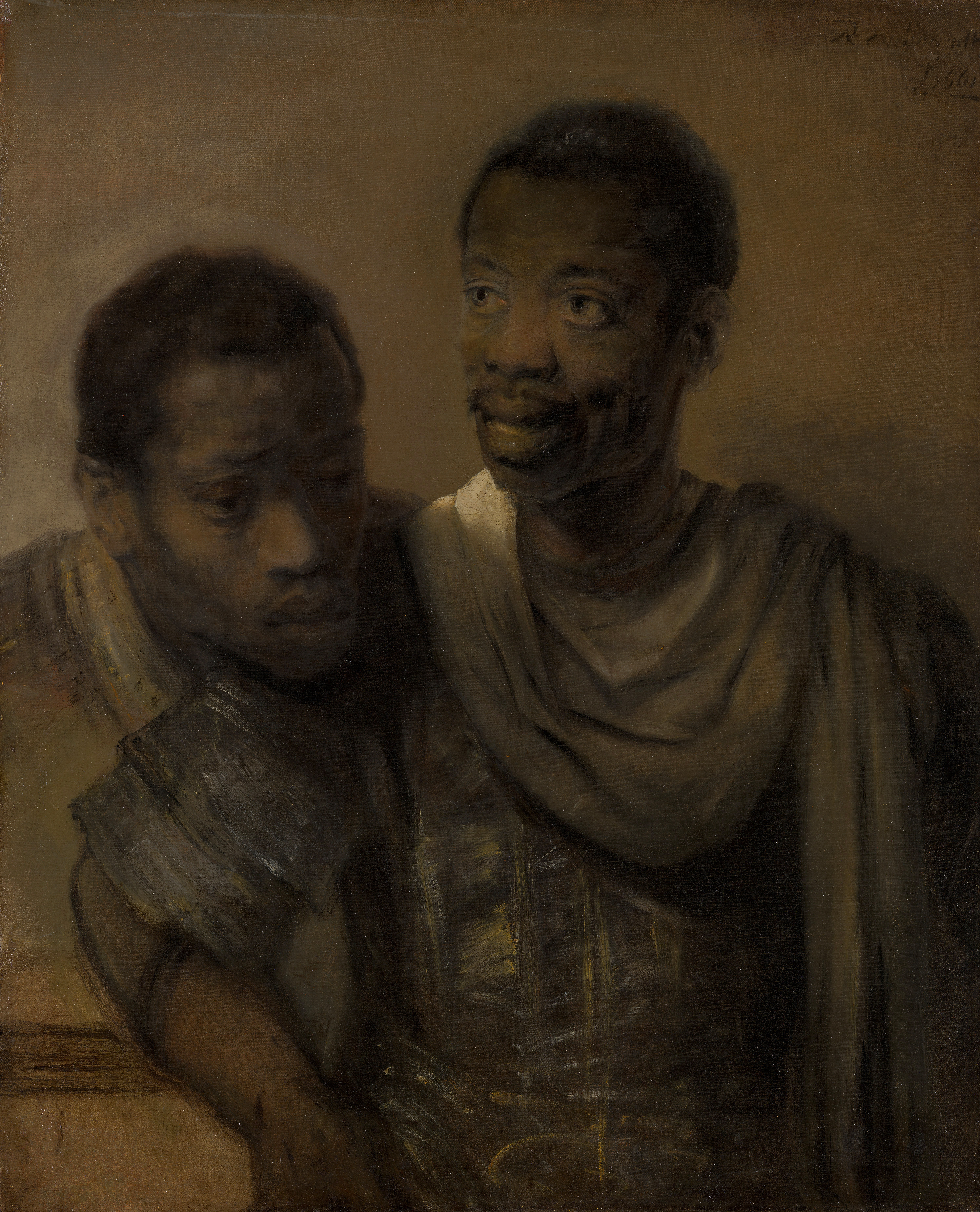
Rembrandt – Dva mladí Afričané (1661)
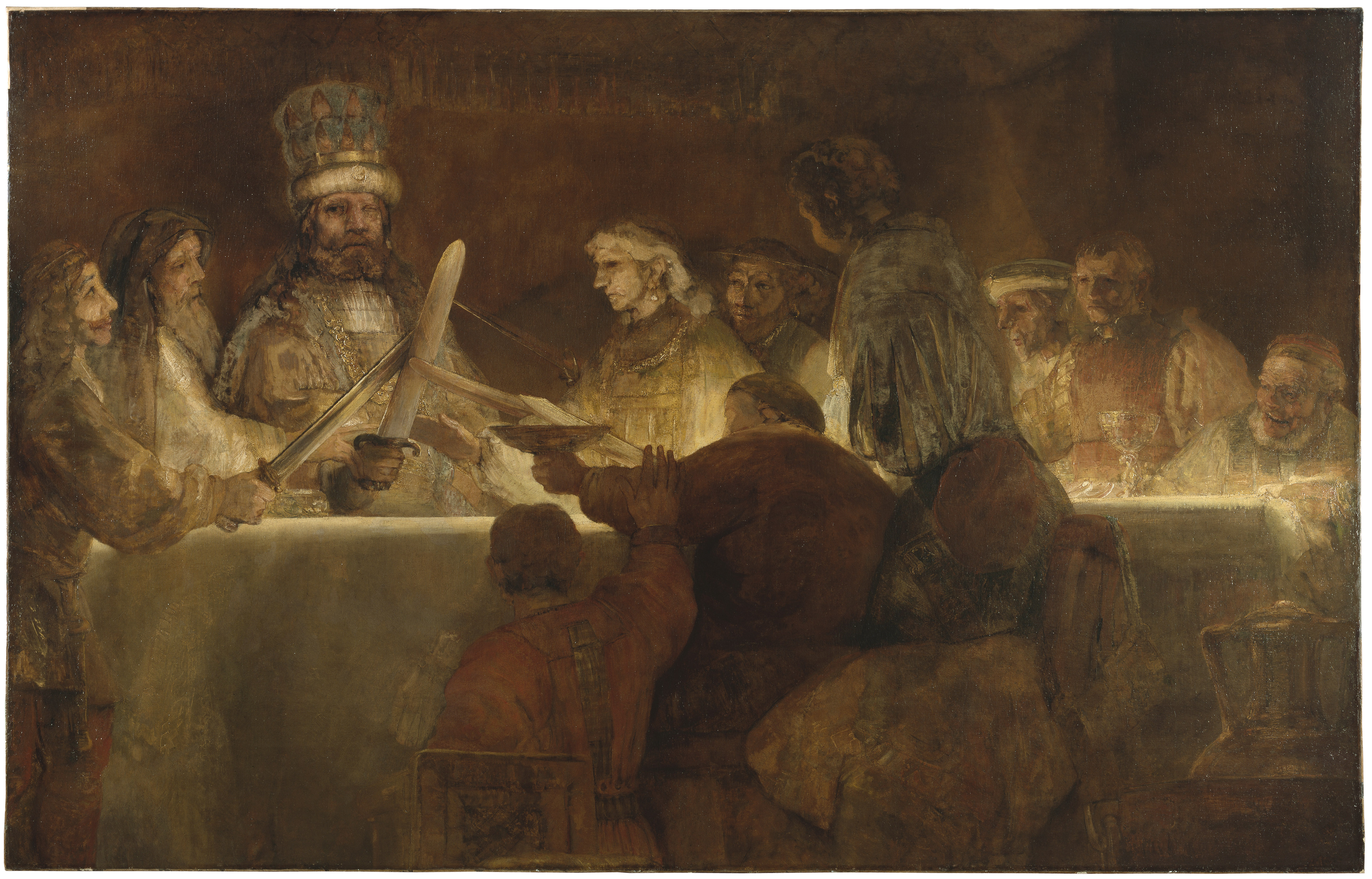
Rembrandt – Přísaha Claudia Civila (1661–1662)
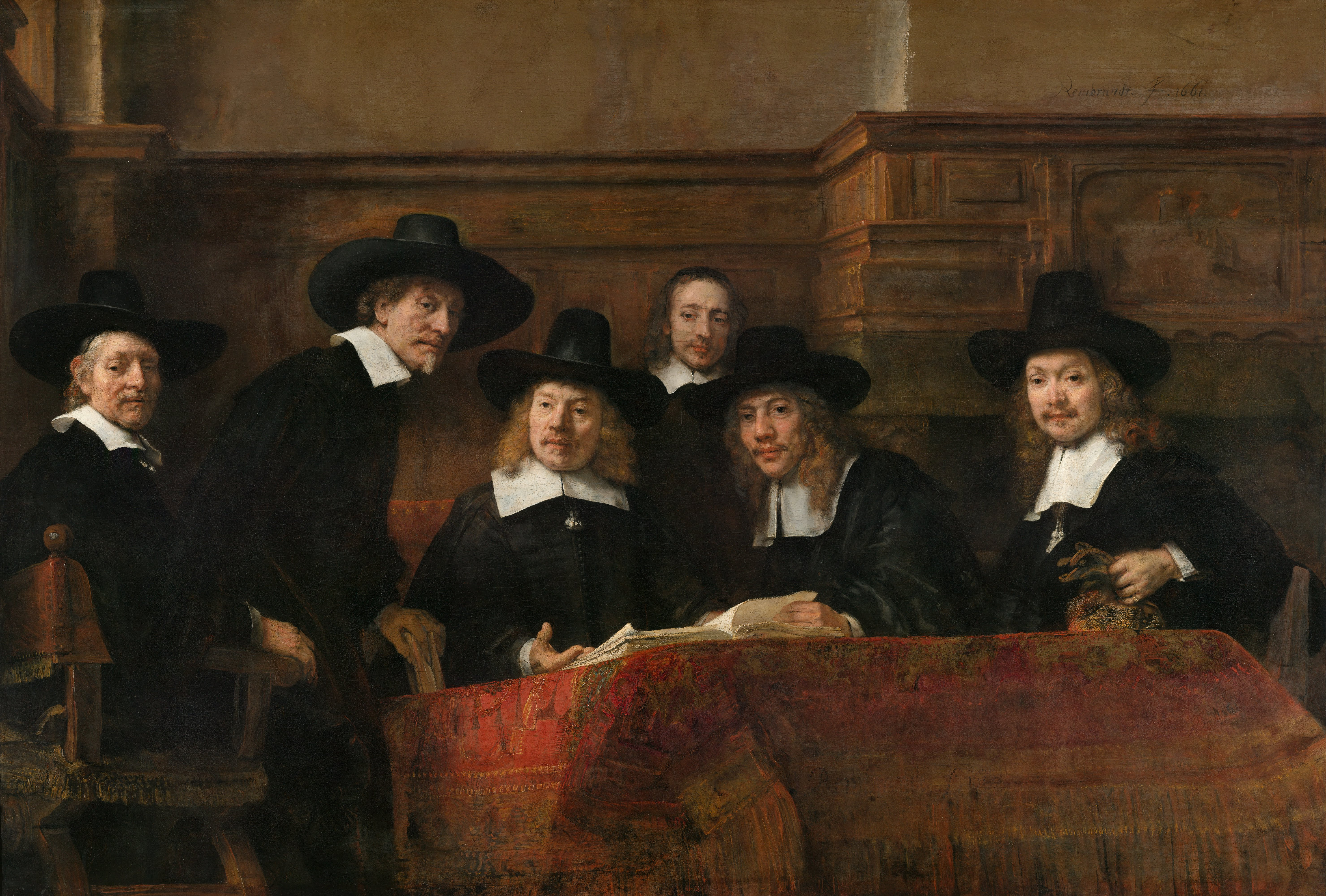
Rembrandt – Představenstvo soukenického cechu (1662)
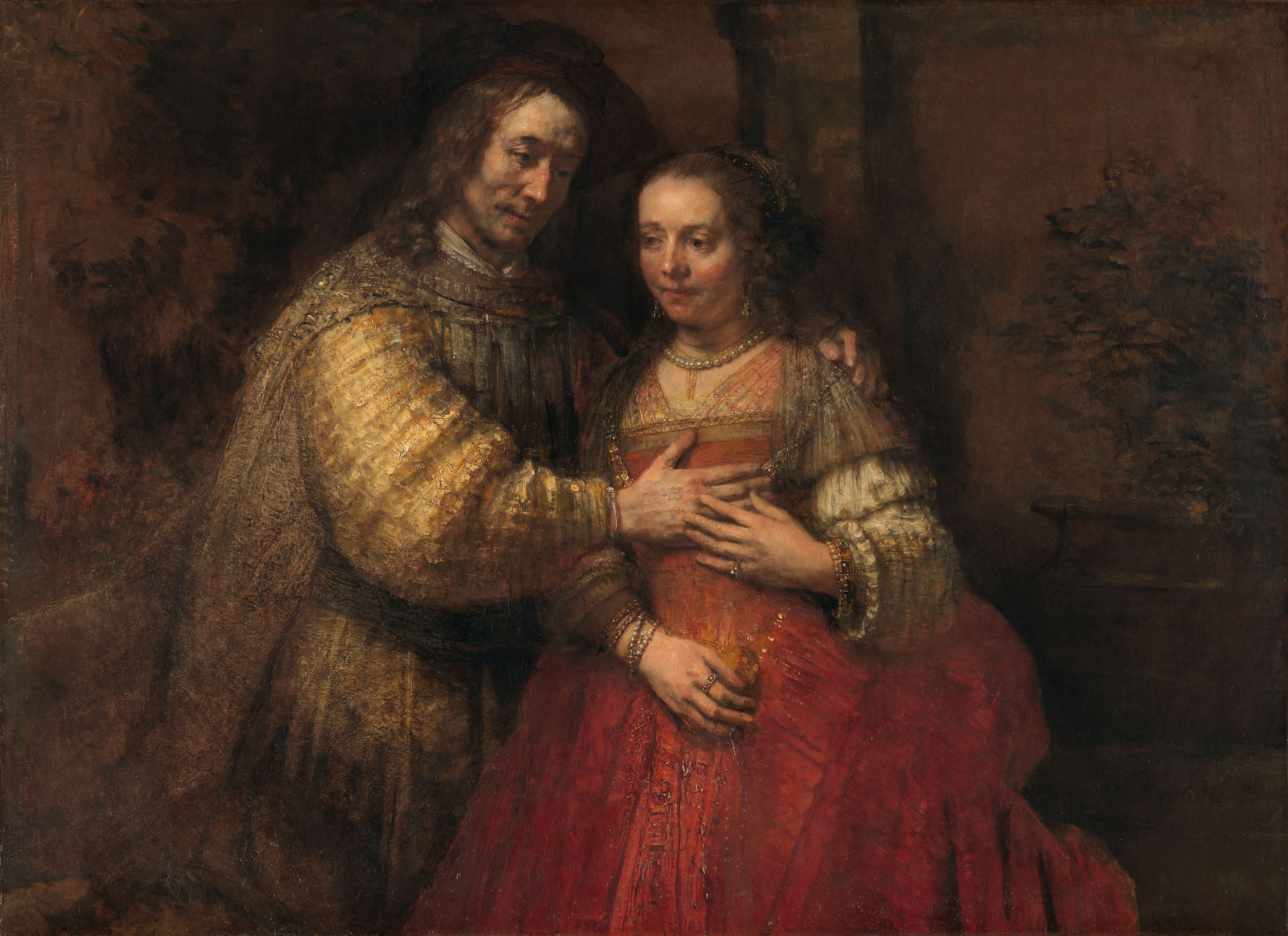
Rembrandt – Židovská nevěsta (1667)
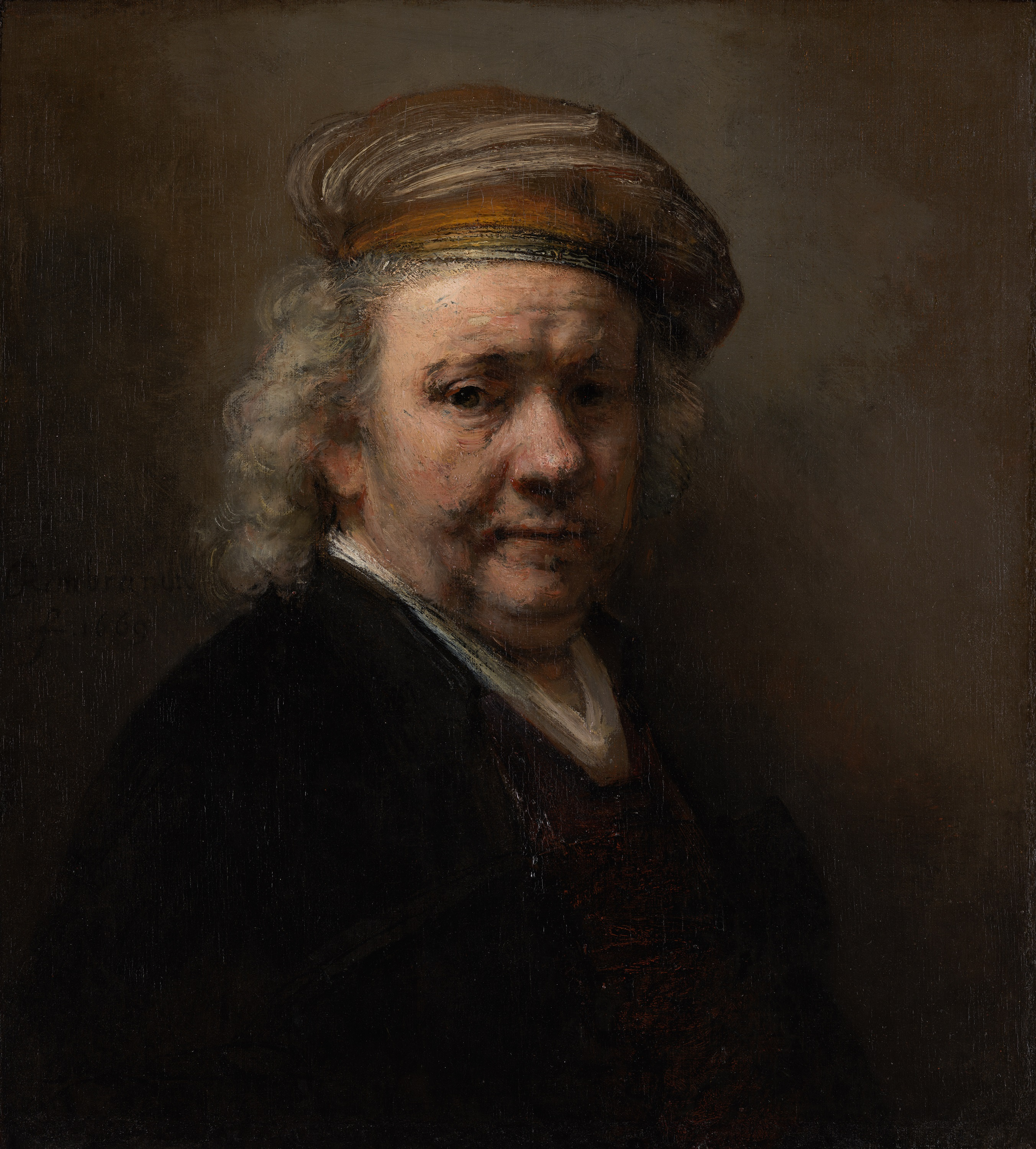
Rembrandt – Autoportrét (1669)